# Schnellzugwagen

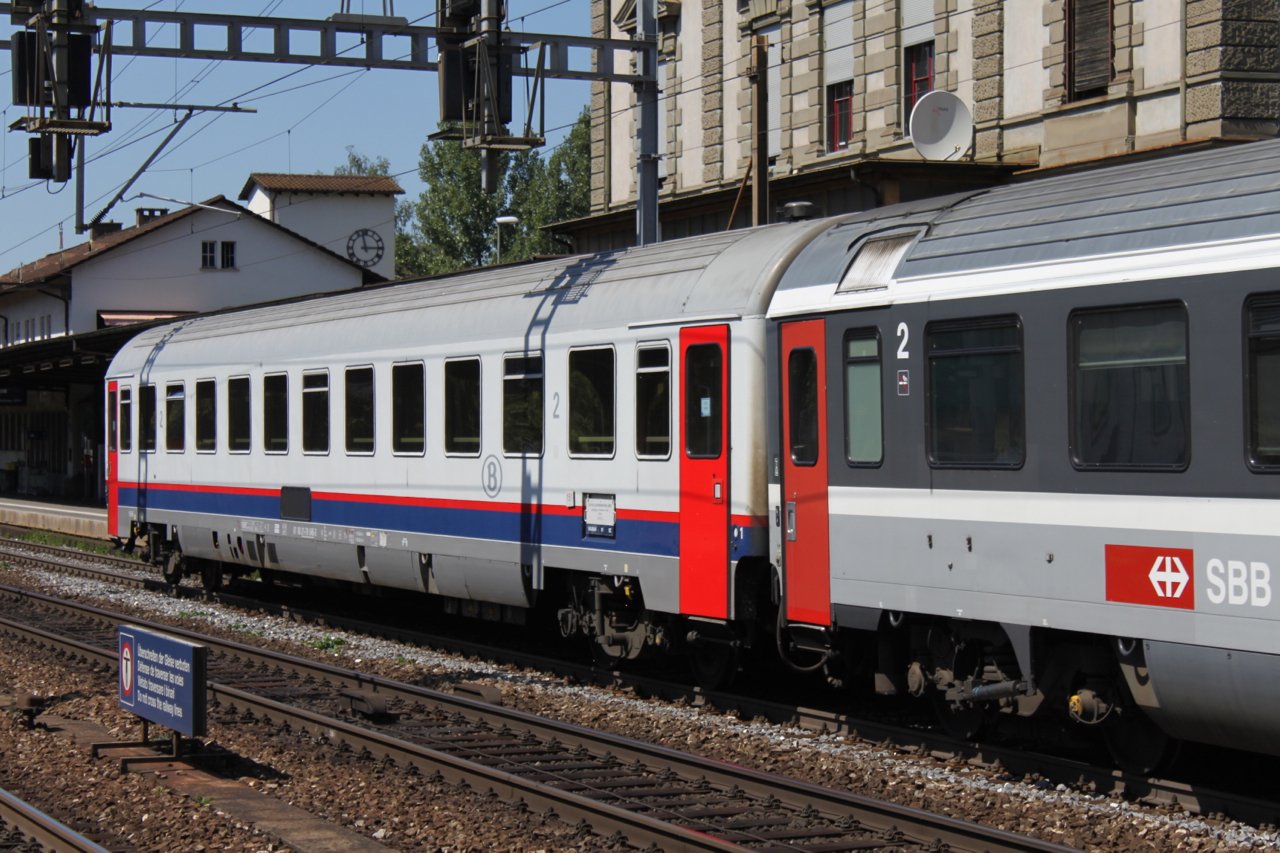
Ein belgischer und ein Schweizer Schnellzugwagen im Bahnhof Liestal (2009)

Als Schnellzugwagen werden Reisezugwagen der Eisenbahn bezeichnet, die bevorzugt in Schnellzügen (D) eingesetzt werden. Eine eigene Gattung europäischer Schnellzugwagen entstand erst gegen Ende des 19. Jahrhunderts ausgehend von Deutschland.
Schnellzugwagen unterscheiden sich von im Nahverkehr eingesetzten Wagen in einer komfortableren Ausstattung, da die Reisezeiten im Fernverkehr länger sind. Da die Fahrgastwechselzeiten weniger wichtig sind, haben sie meistens weniger Einstiegtüren, heute in der Regel nur an den Wagenenden. Die Einstiege sind so von den Fahrgastbereichen abgetrennt, dass Reisende während der Zwischenaufenthalte möglichst wenig gestört werden. Die Wagen sind lauf- und bremstechnisch für höhere Geschwindigkeiten ausgelegt und besser geräuschgedämmt. Komforteinrichtungen wie Heizungen, Klimaanlagen, Toiletten oder Steckdosen am Sitzplatz wurden zuerst bei Schnellzugwagen eingeführt. Schnellzugwagen bieten Fahrgästen und Gepäck mehr Platz als Nahverkehrswagen, auf Kosten der Sitzplatzanzahl pro Wagen. Aufgrund der geringeren Gefahr von Vandalismus können höherwertige Materialien eingesetzt werden.
In Amerika waren von Beginn an der vierachsige Großraumwagen (Chair Car) mit Mittelgang und offenen Zugangsplattformen verbreitet, welche auch ein Begehen des gesamten Zuges ermöglichten. Die Wagen wurden im Fern- und Nahverkehr eingesetzt. In Europa blieb es dagegen noch bis etwa zum Ende des 19. Jahrhunderts beim zwei- und dreiachsigen, teilweise vierachsigen Abteilwagen (Hunderttürenzug) für alle Zuggattungen, deren Bauprinzip noch von der Postkutsche beeinflusst war. Ausnahmen waren die Schweizerische Nordostbahn oder die Württembergische Staatsbahn, die bis 1867 in ihren Reisezügen vierachsige Großraumwagen nach amerikanischem Vorbild einsetzten. Allenfalls im Lokalbahnverkehr fuhren – zweiachsige – Großraumwagen.

## Deutschland

### Länderbahnen
Um 1890 wurden die Zustände im Fernverkehr unerträglich. Die Züge wurden schneller, aber noch immer mussten sich die Schaffner außen am Zug entlang hangeln, wenn sie die Reisenden kontrollierten. Der Komfort verbesserte sich zwar durch die Einführung von vierachsigen Abteilwagen im Fernverkehr, aber die Nachteile blieben. Eine Bewegung im Zug war nur innerhalb von drei benachbarten Abteilen, allenfalls innerhalb eines Waggons möglich. Ungefähr ab 1880 wurden in den Schnell- und Kurierzügen Speisewagen eingestellt, doch das Aufsuchen des Zugrestaurants war nur bei einem Bahnhofshalt möglich, wo die Fahrgäste die Wagen wechseln konnten. Auch die Haltezeiten mussten länger sein, da die Reisenden jeweils schon beim Einsteigen einen freien Sitzplatz suchen mussten und nicht erst nach Abfahrt des Zuges von Abteil zu Abteil gehen konnten.

#### Die ersten D-Zug-Wagen

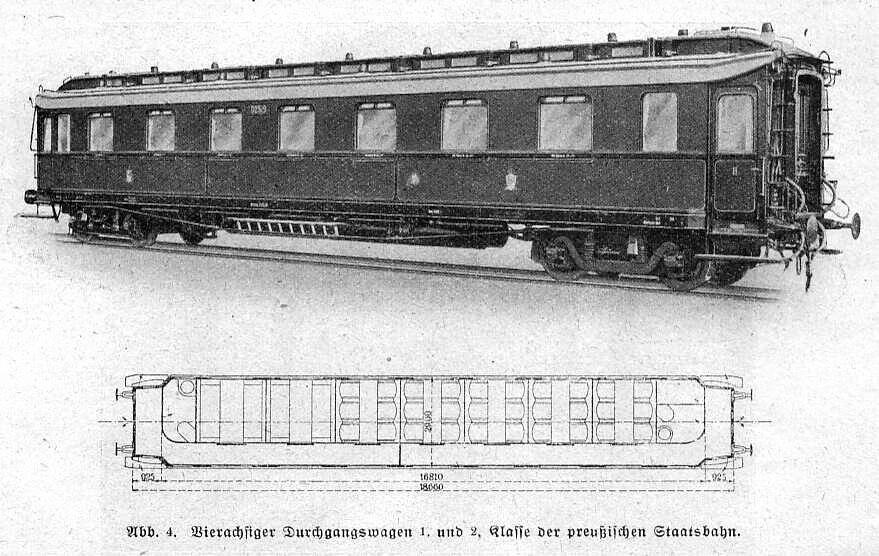
Preußischer D-Zug-Wagen um 1900

Es waren die Preußischen Staatseisenbahnen, die 1891 einen neuen, für damalige Verhältnisse revolutionären Wagentyp einführten. Die neue, im Schnitt 20,5 Meter lange Wagenbauart vereinigte die Vorteile des amerikanischen Chair-Car-Prinzips mit der gewohnten europäischen Abteilanordnung. Statt durch jeweils zwei Seitentüren von außen war in diesen vierachsigen Drehgestellwagen jedes Abteil vom Wageninneren über einen Seitengang erreichbar. Darüber hinaus waren die Plattformen am Wagenende geschlossen ausgeführt. Zwischen den einzelnen Wagen war mittels mit Faltenbälgen geschützten Wagenübergängen ein Durchgang durch den ganzen Zug möglich: Der Durchgangswagen. Die Idee dazu stammte von Edmund Heusinger von Waldegg (1817–1886). Bis 1922 ließen die Preußischen Staatseisenbahnen 3700 Durchgangswagen bauen. Waren die ersten Wagen noch gut 17 Meter lang, waren zuletzt 20 bis 21 Meter die Regel. Zusätzlich wurden 170 Wagen mit dreiachsigen Drehgestellen gebaut. Bis etwa 1914 wurden die Aufbauten aus Holz gefertigt und außen verblecht, danach wurde die Stahlbauweise eingeführt. Das Dach war nur leicht gewölbt und mit einem Oberlichtaufsatz ausgerüstet. Die Wagen waren drei Meter breit und vier Meter hoch. An den Enden waren die Wagen im Türbereich eingezogen. Zur Ausstattung gehörte auch die durchgehende Nummerierung der Sitzplätze, was eine Reservierung möglich machte. Die Wagen hatten Raucher- und Nichtraucher-Abteile und an jedem Wagenende eine Toilette.
Das „D“, das für die Durchgangsmöglichkeit stand, wurde für eine neue Zuggattung im Fernverkehr übernommen, den Durchgangszug. Die Durchgangswagen selbst wurden daher fortan auch D-Zug-Wagen genannt. Mit dem D 31/32 (Köln–Berlin) verkehrte der erste Zug mit diesem Wagentyp am 1. Mai 1892 auf der Strecke Berlin Potsdamer Bahnhof – Magdeburg – Hildesheim – Köln mit vier Wagen der damaligen ersten und zweiten Wagenklasse. Diese neuen D-Züge boten eine höhere Komfortstufe als die bisherigen Schnellzüge, die häufig, aber nicht immer, über drei Wagenklassen verfügten.
Zuerst wurden nur Wagen der ersten Klasse (Gattungszeichen A) und zweiten Klasse (B) der Typen A4ü, AB4ü und B4ü beschafft. Die neuen Züge wurden vom Publikum gut angenommen. Deshalb wurden in Preußen rasch weitere neue Wagenserien der D-Zug-Bauart bestellt. Seit 1894 verkehrten die D-Züge von Berlin nach Ostpreußen sowie nach Warschau auch mit der dritten Wagenklasse. Dabei wurden bis zur Jahrhundertwende auch Großraumwagen mit Mittelgang und mit geschützten Übergängen beschafft, die ebenfalls den Durchgang im Zug ermöglichten und daher in D-Zügen eingesetzt wurden. Die Abteilwagen kamen bevorzugt im Nachtreiseverkehr zum Einsatz, den Großraumwagen waren die Tageszüge vorbehalten.

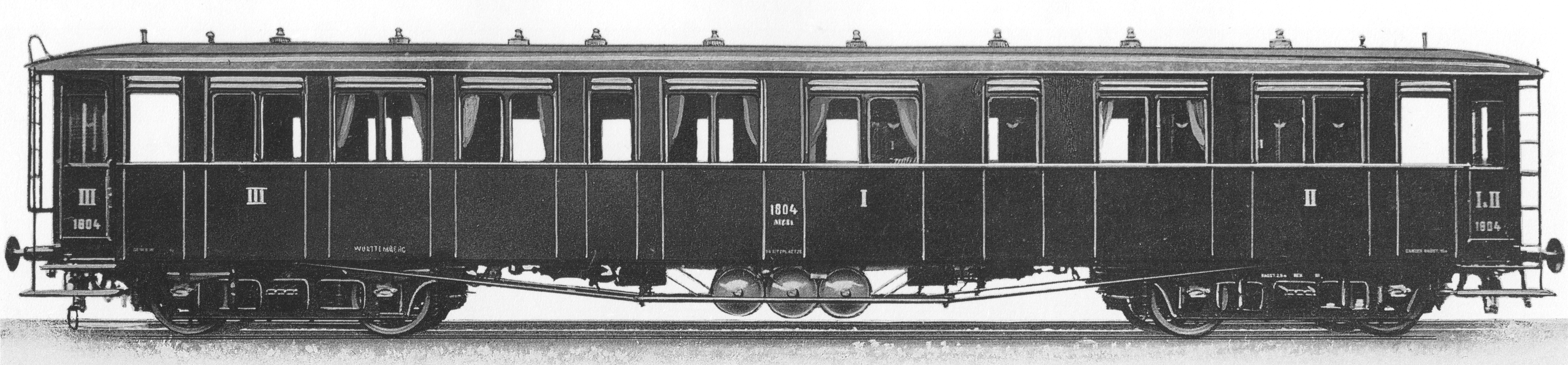
Württembergischer D-Zug-Wagen der Gattung ABCCü von 1901

Schnell schlossen sich die anderen Staatsbahnen sowohl im Deutschen Reich als auch in Europa dieser Entwicklung an und beschafften die neuen D-Zug-Wagen. Dabei experimentierten Sachsen, Bayern, Österreich und sogar Preußen mit dreiachsigen D-Zug-Wagen, die auch Oldenburg trotz der schlechteren Laufeigenschaften einstellte. Während sich diese Wagen in Bayern und Sachsen länger hielten, wanderten sie in Preußen rasch in untergeordnete Dienste ab. Bei der DB waren preußische Durchgangswagen noch bis Mitte der 1960er Jahre im Einsatz, bei der DR noch etwas länger.
Die bisherigen aus Abteilwagen gebildeten Schnellzüge (Zuggattung Sz) wurden ab 1907 als Eilzug mit dem Kürzel „E“ vor der Zugnummer bezeichnet. Bis Ende der 1920er Jahre waren nur vierachsige Abteilwagen im Eilzugverkehr eingesetzt. Die DRG beschaffte ab 1929/30 speziell für diese Dienste neue Eilzugwagen.

#### Dreiachsige D-Zug-Wagen
Die bessere Laufruhe der Drehgestellwagen gegenüber den bisher üblichen zwei- und dreiachsigen Abteilwagen wurde mit einer deutlich höheren Wagenmasse pro Sitzplatz erkauft. Pro Platz waren es mit 900 bis 1100 Kilogramm in den Polsterklassen etwa doppelt so viel wie bei Lenkachswagen mit 400 bis 600 Kilogramm.
Die Staatsbahnen von Sachsen und Bayern führten zunächst, da diese über steigungsreiche Schnellzugstrecken verfügten, auf denen es der damals noch verhältnismäßig leistungsschwachen Lokomotiven wegen weniger auf Laufgüte denn auf ein geringes Zuggewicht ankam, dreiachsige D-Zug-Wagen ein. Ab 1893 stellte Sachsen 41 AB3ü und 30 C3ü ein, Bayern beschaffte 46 AB3ü und 50 C3ü von 1894 bis 1904. Darüber hinaus liefen in Bayern weitere nahezu baugleiche 36 AB3i, 41 B3i und 72 C3i, deren Übergangsbrücken aber nicht mit Faltenbälgen geschützt und die für den innerbayerischen Schnellzugverkehr vorgesehen waren.
Württemberg baute 1896 sechs zweiachsige D-Zug-Wagen erster und zweiter Klasse. Nachdem Zweiachser in Schnellzügen nicht mehr zugelassen waren, wurden diese durch Einfügen einer Mittelachse zu AB3ü umgebaut. Doch auch auf norddeutschen Flachlandstrecken kamen, wenn auch in geringerem Maße, Dreiachser zum Zug: für den bescheidenen Schnellzugverkehr der kleinen Großherzoglich Oldenburgischen Eisenbahn reichten vier 1895 gebaute AB3ü, Preußen bestellte 1897/98 immerhin 22 AB3ü.
Der hohe Anteil an Wagen der Polsterklassen erklärt sich, da viele der frühen D-Züge nur die erste und zweite Wagenklasse führten und damit dem zahlungskräftigeren Reisepublikum vorbehalten waren.
Die dreiachsigen D-Zug-Wagen der verschiedenen Länderbahnen glichen bis auf die kürzere Wagenlänge und das Lenkachslaufwerk weitgehend den gleichzeitig entwickelten Drehgestellwagen. Darüber hinaus wiesen die AB3ü- und C3ü-Wagen Sachsens, Bayerns, Oldenburgs und Preußens einheitliche Baumerkmale und fast identische Abmessungen auf.
Die Polsterklassenwagen AB3ü besaßen je ein Voll- und ein Halbabteil der ersten sowie drei Vollabteile der zweiten Wagenklasse. Die Wagen der Holzklasse C3ü hatten sechs Vollabteile. Während bei allen AB3ü und den sächsischen C3ü sämtliche Abteile durch eine Schiebetür zum Seitengang hin abgetrennt waren, traf dies bei den bayerischen C3ü nur auf die beiden Endabteile zu. Die vier Mittelabteile waren zum Seitengang hin offen. In allen Wagen befand sich an einem Wagenende eine Toilette. Einzig die württembergischen Wagen wichen von diesen Bauprinzipien ab, sie hatten in der 1. Klasse ein Abteil mit Seitengang, in der 2. Klasse zwei durch eine Trennwand separierte Großräume mit einem bzw. zwei fiktiven Abteilen und Mittelgang. Die Toilette war bei diesem Wagentyp zwischen den Klassen angeordnet.
Die AB3ü-Wagen waren auf der Abteilseite mit vier je 600 Millimeter breiten Zwillingsfenstern, den „Verbundfenstern“, in den Vollabteilen bzw. mit einem einzelnen 600-Millimeter-Fenster im Halbabteil ausgestattet. Auf der Gangseite befanden sich vier je 1000 Millimeter breite Einzelfenster, die von zwei 600-Millimeter-Fenstern flankiert wurden. Der sächsische C3ü hatte schmale Einzelfenster auf der Gang- und Verbundfensterpaare auf der Abteilseite. Beim bayerischen C3ü befanden sich auf beiden Wagenseiten Zwillingsfenster. Bei einigen preußischen AB3ü wurden nach 1902 die Verbundfenster durch breite Einzelfenster ersetzt, ebenso erhielten bayerische C3ü ab 1930 breite Einzelfenster anstelle der Doppelfenster. Die sächsischen, preußischen und oldenburgischen Wagen sowie die ersten 16 bayerischen AB3ü hatten ein Dach mit Oberlichtaufsatz, alle übrigen bayerischen und die wenigen württembergischen Wagen waren mit Tonnendach ausgestattet.
Weitaus häufiger als dreiachsige Sitzwagen wurden zur Länderbahnzeit dreiachsige Gepäckwagen für D-Züge verwendet. Von 1895 an beschafften Bayern (171 von 1895 bis 1910), Preußen (67 von 1897 bis 1902), Sachsen (etwa 120 von 1899 bis 1903), Württemberg (ab 1899), Baden (31 von 1902/03) und Elsaß-Lothringen (59 von 1902 bis 1908) dreiachsige Gepäckwagen Pw3ü. In Sachsen (etwa fünf von 1895) und Württemberg (15 von 1895) gab es darüber hinaus einige wenige zweiachsige Pwü.
In schnellfahrenden Reisezügen bewährten sich die dreiachsigen Wagen aufgrund ihrer verglichen mit den Drehgestellwagen schlechteren Laufeigenschaften nicht, so dass sie zumeist noch zur Länderbahnzeit aus den hochwertigen Diensten abgezogen wurden. Durch Abbau der Faltenbälge und in Sachsen auch der Übergangsbrücken zu normalen Durchgangswagen degradiert, wurden die Fahrzeuge in Eil- und Personenzügen aufgebraucht. Auch die zwei- und dreiachsigen Gepäckwagen wurden ab der Jahrhundertwende sukzessive durch Drehgestellwagen verdrängt und nach Abbau der Faltenbälge für weniger hochwertige Reisezügen verwendet.
Allein in Bayern konnten sich die Dreiachser bis in die zwanziger Jahre in Schnellzügen halten, insbesondere im Verkehr in oder über die Alpen nach Österreich, Italien und der Schweiz. Erst ab 1933 kam es zu einer Umbauaktion durch die Reichsbahn, wobei aus den noch verbliebenen AB3ü und C3ü durch Abbau der Faltenbälge und teilweise Deklassierung BC3i und C3i entstanden, die ebenso wie die baugleichen, aber von vornherein ohne Faltenbälge gelieferten bayerischen Wagen nun in Personenzügen verwendet wurden.

#### Konstruktion und Ausstattung
Der Aufbau der D-Zug-Wagen war in allen deutschen und vielen anderen europäischen Ländern gleich. Der Wagenrahmen war eine Eisen- oder Stahlkonstruktion, auf dem der aus Holz gefertigte Wagenkasten aufgesetzt wurde. Dieser wurde dann mit Blech verkleidet. Das hölzerne Dach wurde durch eine bitumengetränkte Segeltuchdecke wetterfest gemacht. Aus Holz waren daneben die Türen, die Sitze dritter Klasse und die Fensterrahmen beschaffen. Nur für Beschläge, Griffe und Verzierungen wurden metallische Werkstoffe verschiedener Arten angewendet. Vor der Einführung von mittragenden Ganzstahlwagenkästen wurden die langen Bodenrahmen in der Regel mit Sprengwerken verstärkt.
Die Türen am jeweiligen Wagenende waren, um auch im geöffneten Zustand die Fahrzeugumgrenzungslinie nicht zu überschreiten, nach innen eingezogen. Dem schloss sich dann ein Abort an. Die Beleuchtung erfolgte anfangs mit Petroleum sowie Gas, erst später wurde sie auf elektrischen Strom aus Achsgeneratoren umgestellt (Gattungsbezeichnung damit 4üe). Die Wagen in Preußen zierte der dort übliche Oberlichtaufsatz, wie man es aus Amerika, aber nicht in Großbritannien und den britisch beeinflussten Ländern (außer Südafrika) kannte. Am Wagenende machte die Dachunterkante einen schwungvollen Bogen nach oben. Den Oberlichtaufsatz hatten ebenso die Wagen der Badischen Staatseisenbahnen und Königlich Württembergische Staats-Eisenbahnen sowie der Reichseisenbahnen in Elsaß-Lothringen. Bayerische und sächsische Wagen erhielten stattdessen ein flach gewölbtes Tonnendach. Im Türenbereich wurde das Dach etwas abgeschnitten. Vom Aussehen und der Bauausführung unterscheiden sich die Wagen in Deutschland und Europa bei den einzelnen Bahnen jedoch erheblich.
Die Wagen erster Klasse verfügten in der Regel über sieben Abteile mit je vier Plätzen und 1200 Millimeter breiten Fenstern, die Wagen der zweiten Klasse über acht Abteile bei sechs Plätzen mit 1000 Millimeter breiten Fenstern. Die Wagen der dritten Klasse boten auf der Körperform angepassten Holzlattenbänken acht Personen pro Abteil Platz. Die Fenster waren nur 800 Millimeter breit. Daneben gab es viele gemischtklassige Wagen mit unterschiedlicher Fensteranzahl der Typen AB, ABC und BC.
Die Lackierung entsprach den damaligen Normen. Grün mit gelben, den Abteilbereich umfassenden Absetzstreifen für die erste Klasse, grün ohne gelbe Streifen für die zweite Klasse und braun für Wagen der dritten Klasse; Gepäckwagen waren in rotbraun gehalten.
Daneben wurden Speisewagen und Schlafwagen eingesetzt, die der D-Zug-Bauart entsprachen. Die meisten dieser Wagen bewirtschaftete die Preußische Staatsbahn selbst, in anderen deutschen Ländern war wie in Europa allgemein üblich die Internationale Schlafwagengesellschaft (ISG) zuständig, die ihre eigenen Wagen betrieb, deren Bauausführung zunächst der der Länderbahn-Wagen angepasst war. Vom Ende des 19. Jahrhunderts bis 1914 wurden dann Wagenkästen mit Stahlgerippe und Verkleidung aus Teakholzlatten ausgeführt. Hinzu kamen Gepäck- und Postwagen im gleichen Baustil der D-Zug-Wagen. Die Speise- und Schlafwagen der ISG wurden ab 1916 von der Mitropa übernommen, die gemeinsam vom Deutschen Reich und Österreich-Ungarn gegründet wurde.

#### Drehgestelle
Die Wagen liefen auf unterschiedlichen Drehgestellbauarten, wobei Schwanenhalsdrehgestelle nach dem Vorbild der amerikanischen Eisenbahngesellschaft Pennsylvania Railroad und preußische Regeldrehgestelle eine weite Verbreitung fanden. Insbesondere Schlaf- und Speisewagen erhielten aus Massegründen zu Beginn des 20. Jahrhunderts auch dreiachsige Drehgestelle. Diese sollten zusätzlich die Laufruhe verbessern.

#### Wagen in eiserner Bauart

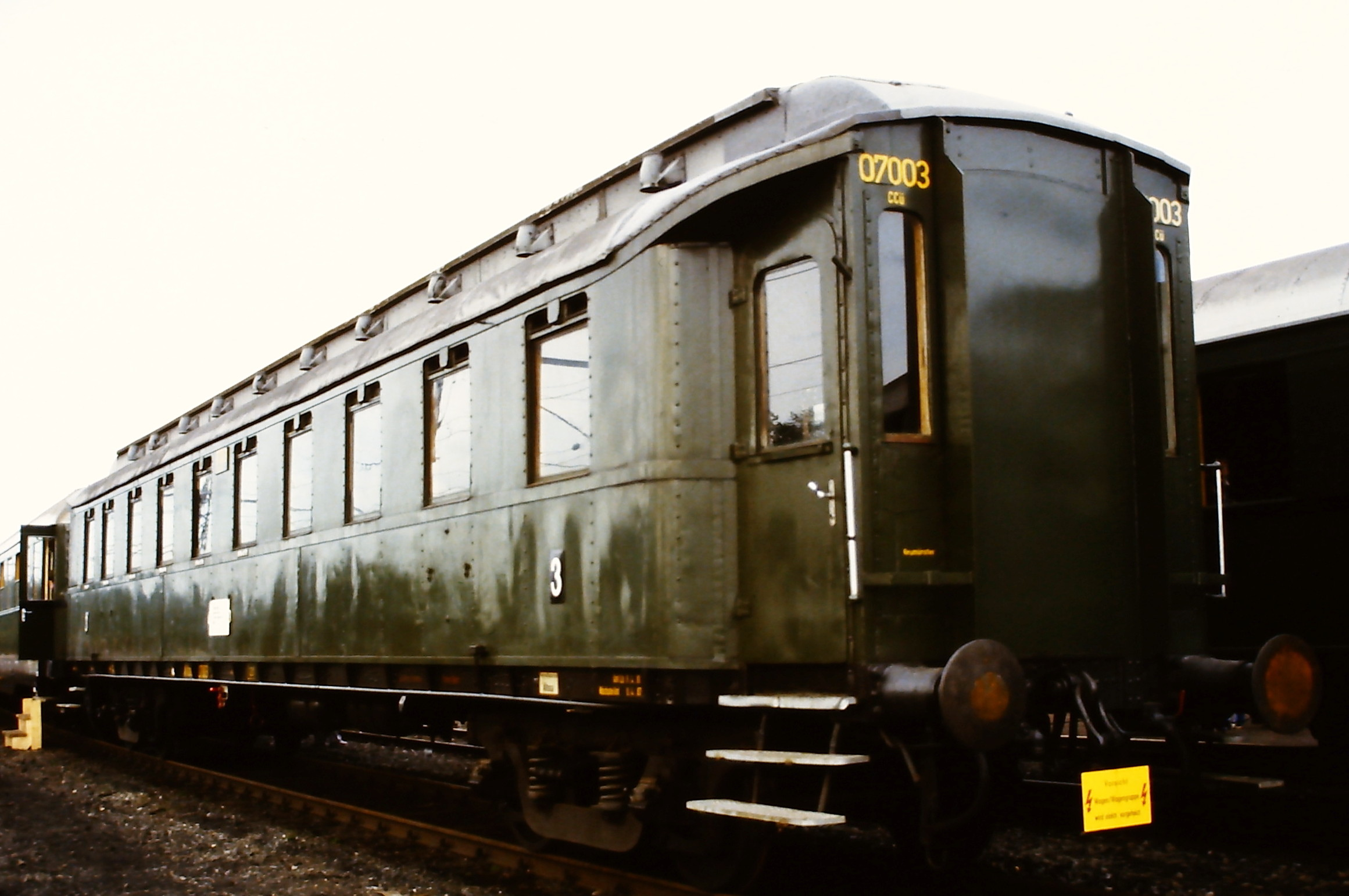
C4ü 07003 (Typ pr 21a)

Da bei Eisenbahnunfällen die hölzernen Wagen wegen der Petroleum- oder Gasbeleuchtung sehr brandgefährdet waren, wurde ab 1913 zuerst bei den Schnellzugwagen in Deutschland die Stahlbauweise (damals noch eiserne Bauart genannt) auch des Wagenkastens eingeführt, dabei wurde das Wagengerippe genietet. Von 1913 bis 1922 wurden insgesamt 984 Wagen verschiedener Ausführungen von der Preußischen Staatseisenbahn beschafft. Gebaut wurden Wagen der Typen A4ü, AB4ü, B4ü und C4ü.

### Wagen der Zwischenkriegszeit
Nach dem Ersten Weltkrieg wurden die deutschen Länderbahnen 1920 zur Deutschen Reichseisenbahn zusammengeschlossen. Ab 1924 wurden diese in die Deutsche Reichsbahn-Gesellschaft (DRG) umgewandelt.
Bei der DRG wurden Ende der zwanziger Jahre neue Regeln für die Typenbezeichnung der Reisezugwagen aufgestellt. Neben der eigentlichen Gattung (beispielsweise C4ü) enthielt diese Bezeichnung ein Kürzel für die Länderbahnverwaltung, von der das Fahrzeug übernommen worden war, sowie eine zweistellige Zahl für das früheste Baujahr der betroffenen Bauart. So lautete die Typenbezeichnung für einen erstmals im Jahr 1906 gebauten D-Zug-Wagen erster und zweiter Klasse der Preußischen Staatsbahn zum Beispiel „AB4ü Pr 06“.
Das „ü“ verwies dabei auf die Ausstattung des Wagens mit Faltenbalg-Übergängen, während mit „Pr“ die preußische Herkunft des Fahrzeugs gekennzeichnet wurde. In diesem Zusammenhang existierten, den ehemaligen Länderbahnverwaltungen entsprechend, noch die Klassifizierungen „Bad“ für Baden, „Bay“ für Bayern, „Meck“ für Mecklenburg, „Old“ für Oldenburg, „Sa“ für Sachsen und „Wü“ für Württemberg. Bei den Neukonstruktionen der Deutschen Reichsbahn nach einheitlichen Baugrundsätzen wurde das Länderkürzel durch einen Bindestrich ersetzt, wie „ABC4ü-29“.
Die unterschiedlichen Länderbahnlackierungen wurden im Laufe der zwanziger Jahre durch einen einheitlichen Anstrich in Braungrün abgelöst (bei schwarzem Untergestell und Laufwerk sowie einem Dachanstrich in Graualuminium). Ende der 30er Jahre ging man schließlich zu einem Anstrich des Wagenkastens in Flaschengrün über.
Die bisherigen Drehgestellbauarten, deren Laufeigenschaften nicht mehr befriedigten, wurden ab 1923 durch von der WUMAG Görlitz entwickelte Drehgestelle der Bauart Görlitz abgelöst. In den 1920ern begann ebenfalls der Einbau von Radsätzen mit Rollenlagern.

#### Hechtwagen
Weil viele Eisenbahnfahrzeuge an die Siegermächte abgegeben werden mussten, entstand ein empfindlicher Wagenmangel. Die Reichsbahn beschaffte daher zwischen 1921 und 1925 insgesamt 257 neue D-Zug-Wagen der Gattungen C4ü-21, -21a, WLC4ü-21, B4ü-22, C4ü-22, -22a, A4ü-23, AB4ü-23, -23a, -23b, C4ü-23, Pw4ü-23 und WL4ü-23. Für die Mitropa entstanden daneben noch Schlafwagen der Gattungen WL4ü-23a und WL4ü-24 und auch die Reichspost stellte entsprechende Postwagen in Dienst. Wegen der neu eingeführten Zuggattung Fernschnellzug (FD) wurden überproportional viele Polsterklassenwagen eingestellt.
Diese Wagenserie hatte noch viele Ähnlichkeiten mit den Stahlwagen der Preußischen Staatseisenbahn, jedoch war das Dach nach süddeutschem Vorbild als Tonnendach ausgeführt. Der Einstiegsbereich verjüngte sich zu den Wagenenden hin, was dem Wagen ein hechtartiges Aussehen verlieh und zur Bezeichnung Hechtwagen führte. Im Türbereich wurde nach preußischem Vorbild, aber nunmehr in gerader Linie, die Dachkante nach oben gezogen. Die Wagen liefen auf Schwanenhalsdrehgestellen.
Im Zuge des Zweiten Weltkriegs übernahm die Deutsche Reichsbahn etliche modifizierte Hechtwagen der Polnischen Staatsbahn (PKP). Die etwa 1930 in Polen gebauten Schnellzugwagen sind länger, und die Dachform läuft an den Wagenenden nicht nach oben zu, sondern gerade durch. Nachdem Verhandlungen mit Polen über einen Rücktausch gescheitert waren, wurden die Wagen mit genormten Teilen der Deutschen Bundesbahn modernisiert. Der letzte der „Polenhechte“ ist (Stand 2010) ein aufarbeitungswürdiges Exponat im Eisenbahnmuseum Darmstadt-Kranichstein.

#### Ganzstahlwagen der Bauart 26
Ab 1926 folgte eine ähnliche Bauserie, die mit einigen Veränderungen und Vereinfachungen in der Ausführung weitgehend den 1921 bis 1923 gelieferten Wagen entsprachen. Allerdings lief die Dachunterkante nunmehr bis zum Wagenende hin gerade durch, auch wurde das Dach in diesem Bereich im Gegensatz zu den Seitenwänden nicht mehr eingezogen. Es wurden Wagen der Gattungen A4ü-26, AB4ü-26, -26a, C4ü-26, -26a in Dienst gestellt. Ab Ende der zwanziger Jahre beschaffte auch die Polnische Staatsbahn äußerlich recht ähnliche Wagen, jedoch mit eingezogenen Dachenden.
Die beiden Hechtwagenbauarten wurden von der Deutschen Bundesbahn in der Verwendungsgruppe 23 zusammengefasst.

#### Ganzstahlwagen der Bauart 28
→Hauptartikel: Einheits-Schnellzugwagen Bauart 28

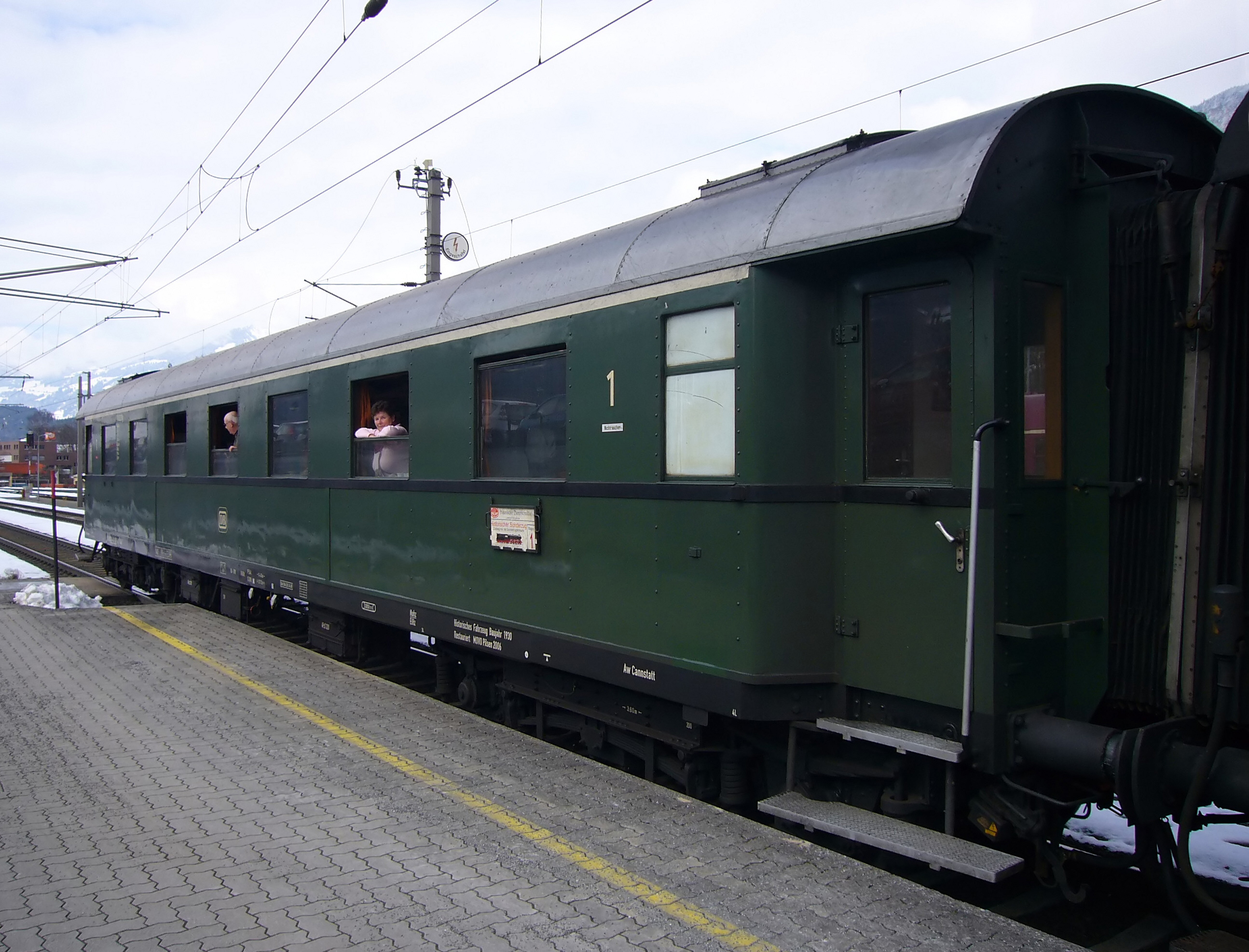
Schnellzugwagen 1. Klasse Bauart 28 Hapag-Lloyd

Bereits 1928 ließ die DRG die Konstruktion der D-Zug-Wagen überarbeiten. Hauptgrund war, dass sich die schrägen Wagenenden nicht bewährten, da sie durch den vorherrschenden Dampfbetrieb, aber auch Wetterunbilden zu leicht verschmutzten. Mit den neuen Wagen wurden die Einstiegstüren wieder etwas nach innen versetzt. Die Kante des Tonnendachs wurde wie bei den Wagen der Bauart 26 gerade zum Wagenende gezogen. Von der Vorläuferbauart wurde auch die Länge über Puffer von 21,72 Metern übernommen, was gegenüber den Anfang der zwanziger Jahre beschafften Fahrzeugen die Vergrößerung der Abteile ermöglichte, teilweise wurde aber auch die Abteilanzahl leicht erhöht. Damit standen sieben Abteile für A-Wagen (identisch mit Bauart 26), acht für AB- und B-Wagen (Bauart 26 nur 7½ bzw. 8), neun für ABC-Wagen und zehn für die Holzklassenwagen (Bauart 26 nur 9½) zur Verfügung. Die ABC-Wagen (genannt Fährbootwagen) konnten auf Eisenbahnfähren verladen werden. Sie wurden als Kurswagen nach Skandinavien eingesetzt. Beschafft wurden Wagen der Gattungen A4ü-30 (DB: Aüe307), AB4ü-28 (DB: Aüe302), ABC4ü-29 (DB: ABüe321), -29a, ABC4ü-33 (DB: ABüe321), B4ü-29 (DB: Büe372), B4ü-30 (DB: Büe357), C4ü-28 (DB: Büe354), Pw4ü-28 (DB: Düe922, Düse923, Düe924), Pw4ü-28a (DB: Düe926), Pw4ü-29 (DB: Düe927, Düse929, Düe930), Pw4ü-30 (DB: Dü(e)932, Dü(e)933, Düse934, Düe935, Düse936) und PwPost4ü-28.
Die Mitropa steuerte zudem Schlafwagen der Bauart WL4ü-27 (teilweise auch als WL4ü-28 bezeichnet), WL4ük-28, WL4ü-31 und erstmals überhaupt auch Speisewagen des Typs WRü-28, -28a bei. Die AB-Wagen waren wie bei den älteren Bauarten stückzahlmäßig überproportional vertreten. Die relativ kleine Anzahl klassenreiner Wagen erster bzw. zweiter Klasse waren hauptsächlich für die „Hapag-Lloyd“- oder „Amerika“-Züge Berlin Lehrter Bahnhof – Stendal – Uelzen – Bremen – Wesermünde (heute Bremerhaven) und Uelzen – Hamburg – Cuxhaven vorgesehen. Diese Schnellzugwagen hatten besonders lange Abteile. Aufgrund der hohen Eigenmasse von 46 Tonnen und Drehgestellen der Bauart Görlitz II schwer waren die Wagen der Bauart 28 besonders laufruhig.
Die Schnellzugwagen der Bauart 28 wurden von der Deutschen Bundesbahn in die Verwendungsgruppe 29 eingeordnet. Mindestens sechs dieser Wagen sind erhalten geblieben, darunter vier A4ü-30. Drei dieser Wagen befinden sich im Besitz der Fränkischen Museums-Eisenbahn und dort werden aktuell zwei Wagen betriebsfähig eingesetzt, der dritte ist schon für eine betriebsfähige Instandsetzung vorgesehen.

#### Schnellzugwagen Bauart Karwendel

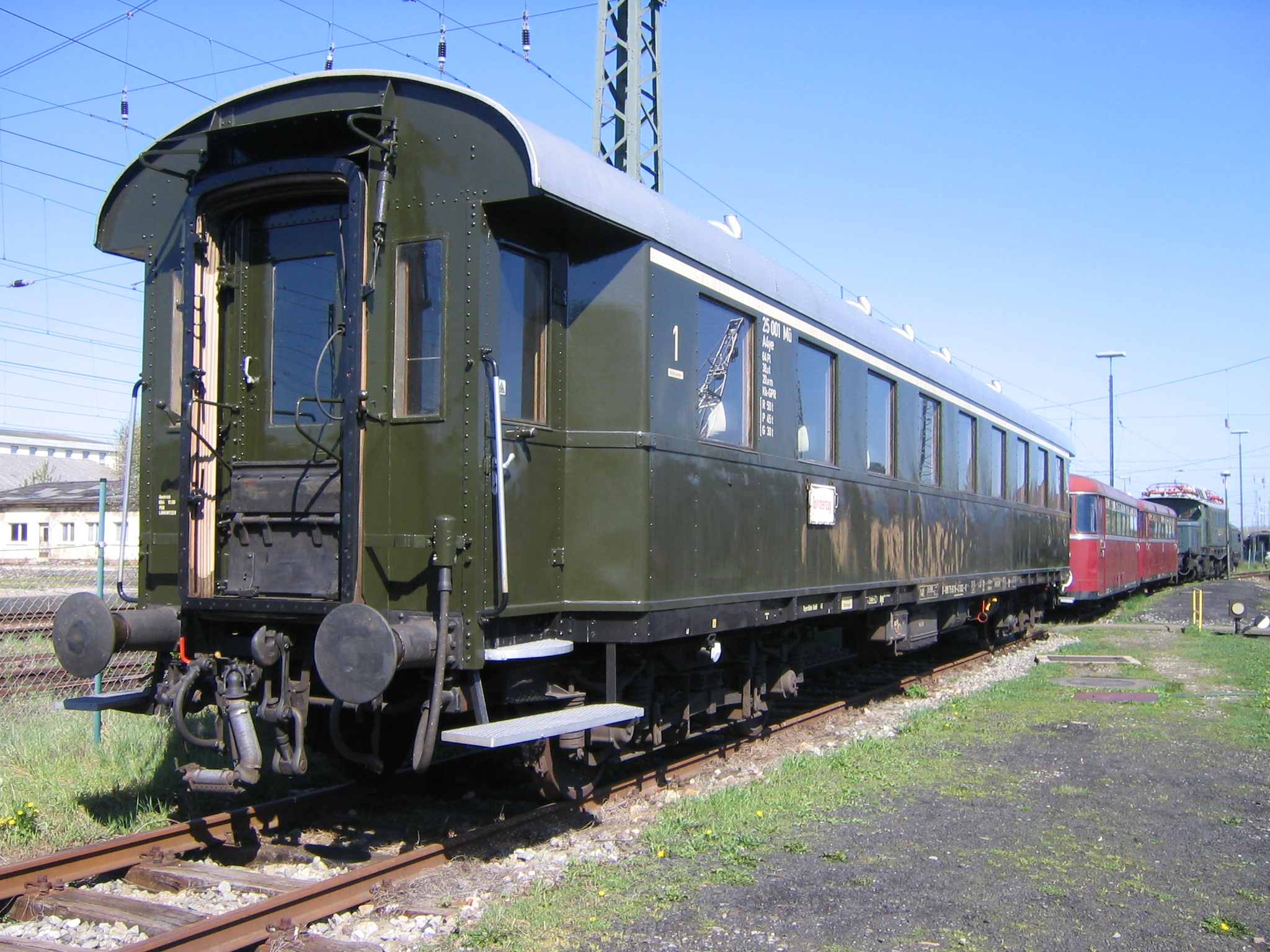
A4y-29b (ehemals B4ü Bay 29) 25001 im Bayerischen Eisenbahnmuseum in Nördlingen

Die Gruppenverwaltung Bayern der DR führte 1929 den Karwendel-Express von München nach Innsbruck über die Mittenwaldbahn ein. Hierfür beschaffte sie besondere Schnellzugwagen mit großen Aussichtsfenstern in jeweils zwei Großräumen. Die Wagen hatten eine Sonderlackierung zunächst in Schwarzblau (RAL 5004) und Brillantblau (RAL 5007), ab 1932 dann Fensterbänder in Beige (RAL 1001).
Die Gruppenverwaltung ließ zunächst fünf Wagen zweiter Klasse B4ü Bay 29 (15 016 bis 15 020) und sieben Wagen dritter Klasse C4ü Bay 29 (16 362 bis 16 368) bei MAN in Nürnberg bauen, dazu kamen acht Gepäckwagen der Einheitsbauart Pw4ü(k)-29. Anlässlich der Olympischen Winterspiele in Garmisch-Partenkirchen wurden weitere Fahrzeuge beschafft, acht Exemplare ABC4ü-32 Karwendel (14 133 bis 14 140), 21 Exemplare C4ü-32 Karwendel (16 521 bis 16 541) und fünf Exemplare Pw4ük-32 Karwendel (105 531 bis 105 535).
Diese Wagen hatten zuerst Drehgestelle bayrischer Bauart, die dann gegen Drehgestelle der Bauart Görlitz II schwer für einen besonders ruhigen Lauf ausgetauscht wurden.
Ein Schnellzugwagen Bauart Karwendel gehört heute zum Bestand des Bayerischen Eisenbahnmuseums in Nördlingen.

#### Geschweißte Probewagen
Im Zeitraum 1931 bis 1934 legte die Reichsbahn ein Entwicklungsprogramm für in Schweißtechnik gefertigte Wagen auf, von denen naturgemäß nur vergleichsweise wenige Exemplare beschafft wurden. Diese Fahrzeuge glichen äußerlich weitgehend den genieteten Wagen der Bauart 28, konnten jedoch mit einer deutlich geringeren Masse aufwarten, so dass teilweise auf Drehgestelle der Bauart Görlitz III leicht zurückgegriffen werden konnte. Beschafft wurden Wagen der Gattungen AB4ü-33, AB4ü-34 (Bü(e)361), ABC4ü-33a, ABC4ü-34, BC4ü-34 (DB: ABüe329), C4ü-31 (DB: Büe358), C4ü-32a, C4ü-32b und PwPost4ü-34. Im Jahr 1935 ließ die Mitropa zudem insgesamt zwölf Speisewagen der Gattung WR4ü-34 fertigen.
Nach dem Zweiten Weltkrieg richtete die junge Bundesbahn für ihr 1951 neu eingerichtetes Fernzugnetz einen Teil der ehemaligen AB-Wagen als A4ü her. Diese bekamen einen blauen Anstrich, der für F-Züge typisch wurde. Einige Wagen des Reichsbahn-Typs AB4ü wurden außerdem zu Halbspeisewagen des Typs AR4ü umgebaut. Die F-Zugwagen wanderten Mitte der 50er-Jahre wieder in den normalen Schnellzugdienst und wechselten wieder auf die grüne Farbe über.
Die geschweißten Probewagen wurden von der Deutschen Bundesbahn ebenfalls in die Verwendungsgruppe 29 eingeordnet. Ab 1966 wurden sie in das neue UIC-Gattungsschema umnummeriert.

#### Geschweißte Wagen der Bauart 35/36
→Hautartikel: Einheits-Schnellzugwagen Bauart 35
Dem Trend zu geschweißten Wagenkästen wollte sich die DRG auch beim normalen Wagenpark anschließen. Die neuen Wagen erhielten daher einen geschweißten Wagenkasten, ähnelten aber in ihren Abmessungen den Wagen der Bauart 28, allerdings ging man wieder vom Prinzip ab, eine einheitliche Länge des Wagenkastens für alle Sitzwagen festzulegen. Das etwas flacher gewölbte Dach war aber zum Wagenende hin, wie bei den Rheingold-Wagen, korbbogenartig nach unten gezogen, was den Fahrzeugen ein gefälligeres Aussehen verlieh. Gebaut wurden Wagen der Gattungen AB4ü-35 (DB: Aüe308), ABC4ü-35 (DB: ABüe331), ABC4ü-36 (DB: ABüe332), BC4ü-35 (DB: ABüe330), BC4ü-36 (DB: ABüe333), C4ü-35 (DB: Büe362), C4ü-36 (DB: Bü(e)363), Pw4ü-35 (DB: Düe937), Pw4ü-36 (DB: Düe938, Düse939), -36a und Pw4ü-37 (DB: Düe941, Düse942, Düse943, Düe945, Düe946, D(Gen)998). Für die Mitropa entstanden im gleichen Zeitraum Wagen der Gattungen WR4ü-35, WL4ü-37 und WLC4ü-37. Ein Speisewagen dieser Bauart gehört zum Traditions-Eilzug Zwickau.
Die Sitz- und Gepäckwagen liefen auf Drehgestellen der Bauart Görlitz III leicht, während die Mitropa-Wagen mit Drehgestellen der Bauart Görlitz III schwer geliefert wurden. Ein Teil der Drehgestelle war mit vierter Federung ausgerüstet.
Die in Österreich nach dem Kriegsende verbliebenen Wagen der Bauarten AB4üh und B4üh wurden, wie alle anderen Vorkriegs-Reichsbahnwagen auch, in den 1960er Jahren anlässlich einer Modernisierung mit UIC-Übersetzfenstern, Gummiwulstübergängen und neuen Polstersitzen aufgewertet. Ein Speisewagen der DSG erhielt im Jahr 1966 sogar eine Klimaanlage.
Die geschweißten Serienwagen wurden von der Deutschen Bundesbahn in die Verwendungsgruppe 35 eingeordnet.

#### Schürzenwagen
Mitte der 30er Jahre wurden die Zuggeschwindigkeiten erhöht. Für die seit 1937 wieder zur Deutschen Reichsbahn umstrukturierten vormaligen Deutschen Reichsbahn-Gesellschaft war dies Anlass zur Einführung einer neuen Wagenserie. Diese wurden nun windschnittig ausgeführt. Die Wagen erhielten gerundete Wagenenden, mit dem Wagenkasten bündig schließende Türen sowie Schürzen an der Unterseite. Die Faltenbälge wurden teilweise von über die Kopfstücke bis etwa 150 Millimeter hinter die Pufferebene vorgezogene Seitenwände und Dächer eingefasst. Gebaut wurden die Gattungen AB4ü-38 (DB: Aüe310), ABC4ü-39 (DB: ABüe334), BC4ü-39 (DB: ABüe336), C4ü-38 (DB: Büg365, Büe366) und Pw4ü-40 (lediglich ein Probewagen), geplant war zudem die Beschaffung von 20 Stück B4ü, deren Bestellung aber aufgrund des Krieges storniert werden musste. Hinzu kamen Postwagen für die Deutsche Reichspost sowie ab 1939 auch Schlaf- und Speisewagen für die Mitropa (Gattungen WL4ü-39 und WR4ü-39).
Die Sitzwagen liefen auf Drehgestellen Bauart Görlitz III leicht mit vierter Federung. Bei den Mitropa- und Postwagen verwendete man hingegen Exemplare der Bauart Görlitz III schwer, wobei die Drehgestelle der Mitropa-Wagen mit vierter Federung ausgerüstet waren.
Nach dem Zweiten Weltkrieg fuhr ein Teil der Schürzenwagen in blauer Lackierung als Fernschnellzug Rheingold wieder zwischen Holland und der Schweiz wie der Vorkriegs-Rheingold. Dieser Zug wurde erst ab 1962 wieder zu einer herausgehobenen Fernverbindung.
Die Schürzenwagen wurden von der Deutschen Bundesbahn in die Verwendungsgruppe 39 eingeordnet.

#### Behelfsschnellzugwagen

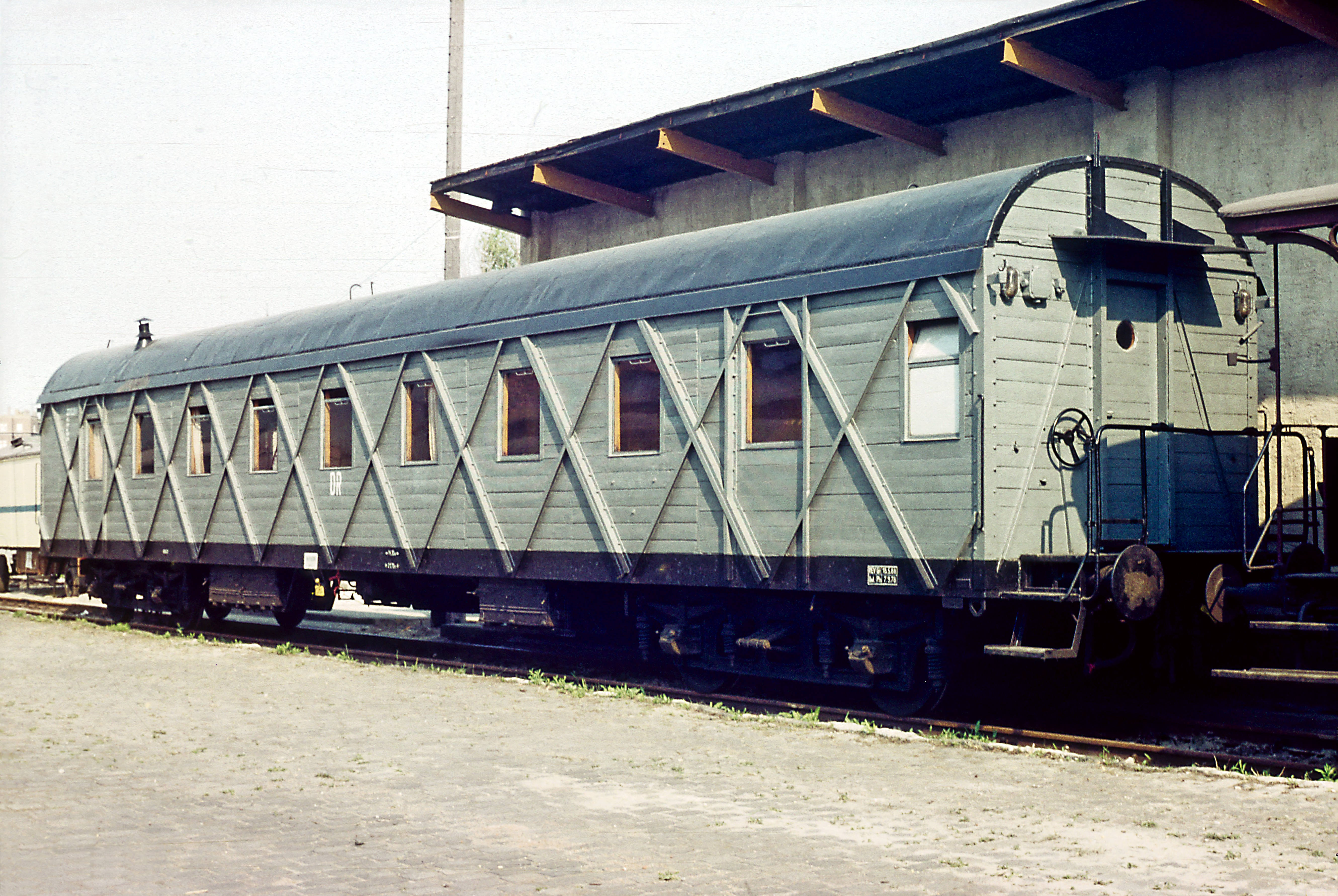
Behelfsschnellzugwagen Gattung MC4i-44

Mit zunehmender Kriegsdauer wurde der Mangel an Wagen für Schnellzüge mit Wehrmachtsteil (DmW) und Schnellzüge für Fronturlauber (SFR) immer signifikanter. Die Deutsche Reichsbahn entwickelte daraufhin 1944 einen Behelfsschnellzugwagen des Typs MC4i-44 (Landserschlafwagen, DB: WGyg833), der je nach Ausführung entweder mit 33 Liege- oder 36 Sitzplätzen aufwarten konnte, von denen aber nur 63 Stück gebaut wurden.
Typisch für diese Wagen war das von außen sichtbare stählerne Rautenfachwerk des Wagenkastens. Im Gegensatz zu den zuvor gebauten zweiachsigen Behelfspersonenwagen des Typs MCi-43 wurde bei den Schnellzugwagen nun ein Bodenrahmen mit einem einfachen Aufbau aus Holzlatten nach den gleichen Bauprinzipien wie bei den Güterwagen vorgesehen. Die Drehgestelle wurden von zerstörten Wagen oder aus der laufenden Produktion für die Lazarettwagen C4üp-42 und C4i-43a übernommen.
Nach dem Kriege wanderten die MC4i-44 schnell aus dem Reisezugdienst ab und wurden zumeist Bahndienstwagen. Vier MC4i-44 baute die Deutsche Bundesbahn zu Autotransportwagen (Typ MD4yg-60, seit 1966 MDyg 982) für den Einsatz in Autoreisezügen um. Das Gleiche geschah durch Umbau unter Verwendung von je zwei miteinander verbundenen Wagenkästen von MCi-43 und Einbau von Schwanenhalsdrehgestellen von ausgemusterten Länderbahnschnellzugwagen zu Autotransportwagen des Typs MD4yg-56/59, später MDyg981. Nach diesem Prinzip waren zuvor etwa 200 Stück Behelfspackwagen MD4i-50 (MDi996) und ab 1957 äußerlich baugleich nochmals 158 Stück MD4yg-57 (MDyg986) entstanden.
Die Deutsche Reichsbahn baute die MC4i, nachdem wieder Wagen der Reisezugwagenbauart zur Verfügung standen, ebenfalls zu Bahndienstfahrzeugen um. Ein solcher Wagen wurde äußerlich rekonstruiert. Er gehört zum Bestand des Verkehrsmuseums Dresden.

### Deutsche Bundesbahn

#### Einführung von Verwendungsgruppen
Bereits die Deutsche Reichsbahn hatte 1940 vorgeschrieben, Wagen hölzerner Bauart nur noch in Ausnahmefällen in Schnellzüge einzustellen. Zur Erleichterung der Umsetzung teilte sie ihre Schnellzugwagen in fünf Gruppen (I bis V) ein, aus denen die allgemeine Bauart und der Entstehungszeitraum der Wagen hervorging. Durch die Zwänge der Kriegs- und unmittelbaren Nachkriegszeit konnte diese Vorgabe kaum umgesetzt werden.
Die Personenwagenvorschriften der Deutschen Bundesbahn von 1954 bestimmten, noch über die Vorschrift der Reichsbahn hinausgehend, „Reisezüge (…) artrein zu bilden, d. h. es sollen sich in einem Zuge nur Wagen befinden, die in ihrer äußeren Bauform und ihren Einrichtungen aufeinander abgestimmt sind und den gleichen Erhaltungszustand aufweisen.“ Um dies bei der Zugbildung – insbesondere von Schnell- und Eilzügen – zu ermöglichen, wurden die Schnell- und Eilzugwagen der DB in Verwendungsgruppen eingeteilt, deren jeweilige Nummer sich in etwa am ersten Baujahr der eingruppierten Fahrzeuge orientierte. Für Schnellzugwagen wurden ungerade, für Eilzugwagen gerade Nummern gewählt. Im Einzelnen wurden 1954 für Schnellzugwagen folgende Gruppen eingeführt:
- Gruppe 05 – Holzbauwagen der Länderbauart,
- Gruppe 15 – Stahlbauwagen der Länderbauart,
- Gruppe 23 – Einheitswagen der Bauarten 1923 bis 1927 (die „Hechtwagen“),
- Gruppe 29 – Einheitswagen der Bauarten 1928 bis 1934,
- Gruppe 35 – Einheitswagen der Bauarten 1935 bis 1938,
- Gruppe 39 – Wagen mit Schürze und vorgezogener Seitenwand der Bauarten 1938 bis 1944 und 1952 (die „Schürzenwagen“),
- Gruppe 53 – 26 m-Wagen der Bauarten ab 1952.

Die Verwendungsgruppe ist nicht mit dem von der Deutschen Reichsbahn(-Gesellschaft) verwendeten Begriff der Bauart zu verwechseln. So gehören beispielsweise der Verwendungsgruppe 29 nicht nur die genieteten Ganzstahlwagen der Bauarten 28, 29, 30 und 33, sondern auch die im äußeren Erscheinungsbild ähnlichen, aber bereits geschweißten Wagen der Bauarten 31 bis 34 an.

#### m-Wagen

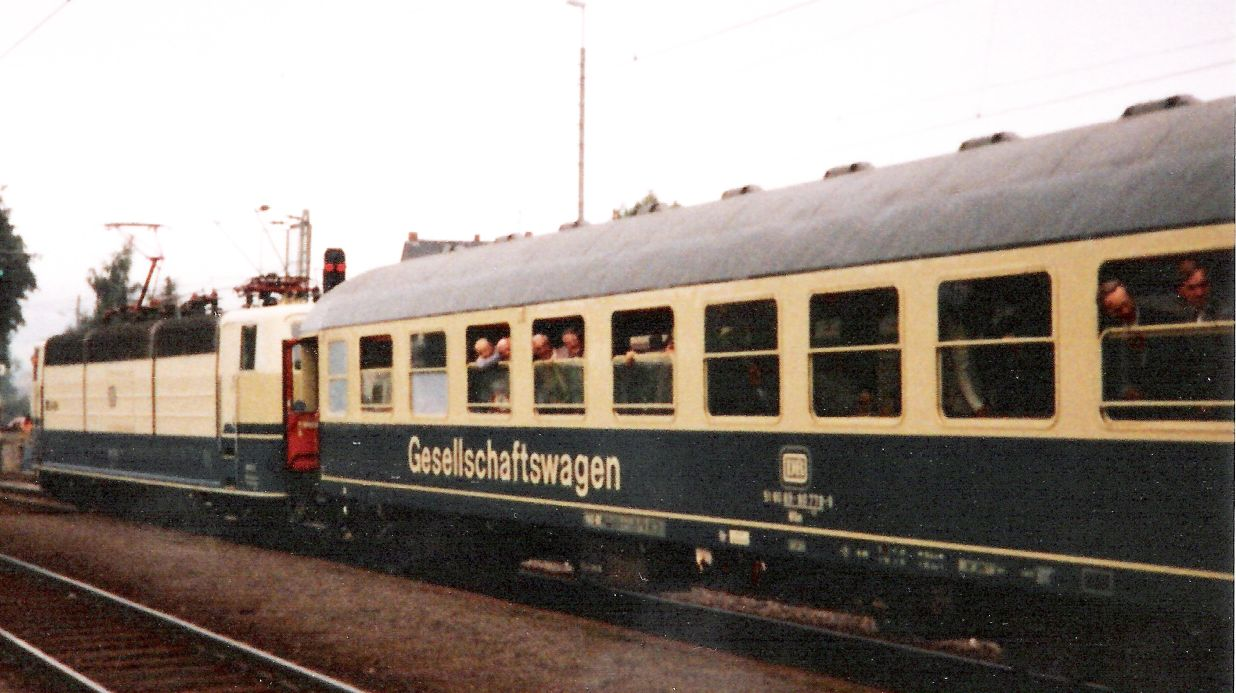
Gesellschaftswagen der Bauart UIC-X der Deutschen Bundesbahn

Kurz nach der Gründung der Deutschen Bundesbahn sollte der Fahrzeugpark erneuert werden. Dafür wurde 1950 ein Prototyp in Dienst gestellt, der in seinen Abmessungen noch den Reichsbahn-Wagen, mit acht Abteilen der ersten Klasse, aber bei 23 Meter Länge entsprach. Statt eines Faltenbalgs wurde der Wagenübergang mit einem Gummiwulst geschützt.
Neue Berechnungen führten aber dazu, die neuen Wagen mit 26,4 Metern länger und dafür mit 2,852 Metern schmaler auszuführen. Zuerst wurde dieses Prinzip bei den Eilzugwagen des Typs „4ymg“ (den späteren „yl“-Wagen) angewandt. Auf Grund des schmaleren Wagenkastens konnten in der damals noch existenten dritten Klasse wie in der zweiten Klasse nur noch sechs Sitze pro Abteil eingebaut werden. Die Fenster der „Polsterklasse“ waren 1.200 Millimeter breit, die der dritten Klasse nur 1.000 Millimeter.
Die Sitze der bisherigen „Holzklasse“ waren nicht mehr in Holz ausgeführt, sondern ebenfalls gepolstert und mit Kunstleder überzogen. Serienmäßig wurden ab 1954 Sitzwagen der Typen AB4üm (Am201 und 202), BC4üm-55 (ABm223), C4üm-54 (Bm232), C4üml-54 (Bcüm241), sowie Halbgepäckwagen CPw4üm (BDms272) und Gepäckwagen Pw4ümg-60 (Dm902) beschafft. Diese Wagen wurden der Verwendungsgruppe 54 zugeordnet. Die AB-Wagen besaßen zehn Abteile, die BC-Wagen fünf plus sechs Abteile, die C-Wagen zwölf Abteile. Alle Wagen laufen auf Drehgestellen Bauart Minden-Deutz.
Neue UIC-Anforderungen machten ab 1963 eine Weiterentwicklung erforderlich, wobei Neuerungen aus den neuen TEE-Wagen einflossen, wie die Doppelschwenktür am Wagenende und Drehfalttüren als Einstieg. Bei den Abteilen der neuen zweiten Klasse (der ehemaligen dritten Klasse) waren die Fenster nun auch 1.200 Millimeter lang.
Es entstanden die Typen A 4üm-63 (Am203, alle im Stahlblau des Fernverkehrs), AB 4üm-61 (ABm224), B4üm-61 (Bm233, beide Wagen als Übergangstyp mit Drehfalttüren, aber Fensterbreite der 54er-Wagen), AB4üm-63 (ABm225), B4üm-63 (Bm234) sowie BD4üm-63 (BDms273). Außerdem gab es Gepäckwagen D4üm-64 (Dms905) mit Steildach, zudem Liegewagen Bc4üml-63 (Bcm243) und weitere Typen. Als Prototyp existierte noch ein ABm226, hinzu kommen noch Schlafwagen  und Bahnpostwagen des Typs Post mrz.
Ab 1974 wurden Bm234 mit überarbeiteter Inneneinrichtung gebaut, diese wurden später für 200 km/h ertüchtigt und ab 1979 als Bm235 in die IC-Züge eingereiht. Die Farbgebung aller m-Wagen wechselte auf ozeanblau/elfenbein.
Die Am203 wurden in Interregio-Wagen der Type Aim260, die AB-Wagen zu ARimbkz260-Bistrowagen und Aim261 sowie die Bm234/235 zu Bim263/4 und Bimd268 umgebaut. Alle anderen nicht umgebauten Wagen dieses Typs außer den Liege- und Halbgepäckwagen sind ausgemustert.

#### Eurofima-Wagen und Nachfolger
Die Firma Linke-Hofmann-Busch (LHB) in Salzgitter (heute Alstom) entwickelte 1972 neuartige Reisezugwagen der Typen ABvmz227 mit nur noch vier Abteilen erster und sechs Abteilen zweiter Klasse sowie Bvmz237 mit nur elf Abteilen. Die Wagen waren in Edelstahlbauweise nach dem amerikanischen Budd-Verfahren mit gesickten Seitenwänden ausgeführt, ähnlich den INOX-DEV- und INOX-TEE-Wagen der französischen Staatsbahn (SNCF). Geplant war auch ein Avmz mit neun Abteilen, wie er später als Avmz207 realisiert wurde.
Zwischenzeitlich planten aber fünf europäische Eisenbahnverwaltungen, gemeinsam einen neuen Wagen zu bestellen, der in den Abmessungen den LHB-Wagen entsprach. Diese Wagen sollten von der Eurofima finanziert werden. Erste Prototypen stellten die Deutsche Bundesbahn (DB) mit fünf Wagen als ABvmz227, die Italienischen Staatsbahnen (FS) mit drei AB-Wagen und die Französische Staatsbahn (SNCF) mit zwei AB-Wagen in Dienst. Die DB-Wagen waren ozeanblau/elfenbein oder blau mit weißen Zierstreifen unter dem Fenster, die FS-Wagen in orange mit weißen Zierstreifen und die SNCF-Wagen in Corail-Farben lackiert. Auffallend war das gesickte Dach und die Schwenkschiebetüren dieser Wagen.
Statt der gemeinsamen Bestellung von etwa 1.000 A-, AB- und B-Wagen wurden letztendlich europaweit nur 500 Wagen produziert, wovon die DB 100 Wagen des Typs Avmz207 im TEE-Anstrich als Intercity-Wagen einstellte.
Zu den m-Wagen gehören auch Speisewagen der Bauarten WRmz 132, 135, Quick-Pick-Wagen WRbumz139, Halbspeisewagen der Typen ARmz 211, 216, 217/218 und Büffetwagen vom Typ BRbumz282.

### Deutsche Reichsbahn
Während die Einteilung in Verwendungsgruppen bei der DB bis 1966 beibehalten wurde, führte in der DDR die Deutsche Reichsbahn diese einem neuen Bezeichnungsschema zu. Die Schürzenwagen wurden als Verwendungsgruppe D1, die 35er-Bauarten als D2, die Wagen der Bauart 29 als D3 und die Wagen der Bauarten 23 und 26 als D4 bzw. D5 eingeordnet.

#### Die Bautzener Wagen
Im Stil der Vorkriegswagen und unter Nutzung von noch vorhandenen Teilen entstanden einige wenige Neubauten, vor allem Liegewagen. Der Waggonbau Bautzen entwickelte dann in den 1950er Jahren auf Basis der Schürzenwagen eine eigene Bauart von Schnellzugwagen. Weil aber zwischenzeitlich festgelegt worden war, nur noch Wagen mit international einheitlichen Maßen zu beschaffen, gingen die 1956 als AB 4üp-56 gebauten Baumuster nicht mehr in Serie.
Stattdessen bestellte die DR zur Lieferung ab 1962 Wagen des OSShD-Typs B, die in den Hauptabmessungen der dem UIC-Typ Y entsprachen (Länge 24,5 Meter). Geliefert wurden vom VEB Waggonbau Bautzen Wagen der Bauarten Ame, ABme (mit jeweils neun Abteilen), Bme und Liegewagen Bcme (mit zehn Abteilen zweiter Klasse) und Schlafwagen WLABme.
Bereits 1961 wurde eine Serie von 20 Speisewagen der späteren Gattung WRme angeschafft, die in Abmessungen und Bauart dem OSShD-Typ noch nicht vollständig entsprachen. Diese Wagen wurde durch eine nierenförmige Trennwand im Speiseraum bekannt. Für andere Bahnverwaltungen, insbesondere des RGW wurden ebenfalls diese Wagen geliefert.
In den Jahren 1966 und 1970 wurde die Konstruktion modifiziert, die Wagen entsprachen nun dem UIC-Typ Y. Die Wagenbreite stieg von 2860 auf 2878 Millimeter, außerdem erhielten die Wagenenden eine leichte Verjüngung. Von diesen Wagen lieferte Bautzen ebenfalls die Gattungen Ame, ABme, Bme, Bcme und Schlafwagen der Bauart WLABme. Auch diese Wagen wurden in erheblichen Stückzahlen exportiert, sowohl an Bahnen der RGW-Staaten als auch nach Griechenland und in den Nahen Osten.

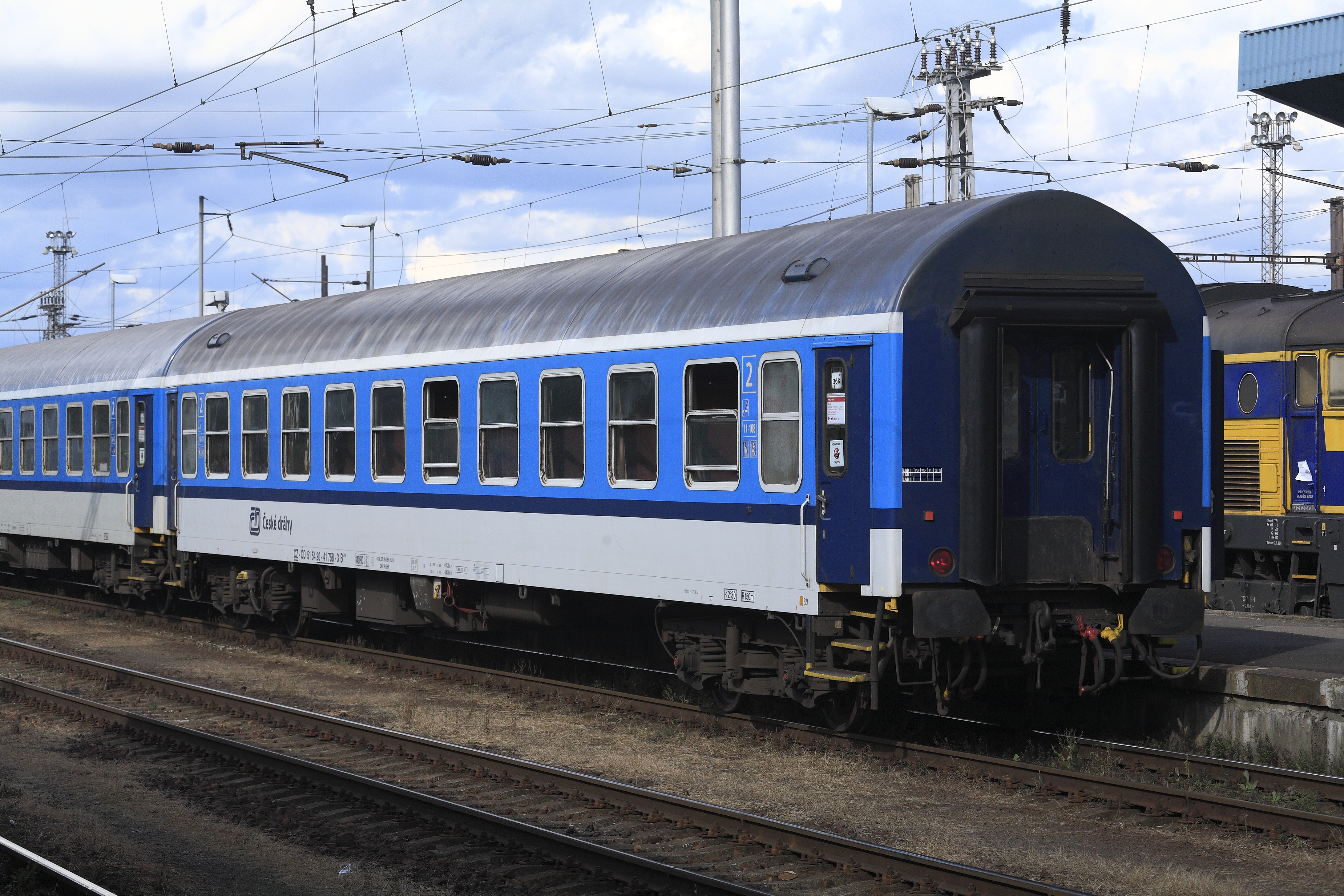
Y/B-70-Wagen der ČD im Najbrt-Anstrich, Abteilseite

Etwa ab 1972 wurden die Y-Wagen nach konstruktiven Veränderungen wie unter dem Wagenboden eingebauter Luftheizung statt der Druckbelüftung im Dachraum in Verbindung mit der klassischen elektrischen und Dampfheizung, Einstiegen mit vierter Trittstufe, außenwandbündigen Übersetzfenstern, eingebauter UIC-Leitung mit fernschaltbarer Beleuchtung, vorbereiteter Türschließeinrichtung und verbesserter Inneneinrichtung vom Hersteller als Typ Y/B70 bezeichnet. Ein Teil der Wagen erhielt Drehgestelle der Bauart Görlitz VI. Die außenwandbündigen Übersetzfenster bewährten sich jedoch auf Dauer nicht, sie wurden bei den meisten Wagen in der Folge durch gewöhnliche Übersetzfenster ersetzt. Mit Drehgestellen der Bauart Görlitz VI ausgerüstet, war eine Höchstgeschwindigkeit von 160 km/h zugelassen.
Durch einen Rechenfehler in ihrer Bilanz konnten 1976 die Tschechoslowakischen Staatsbahnen 103 A- und 7 Halbgepäckwagen aus Bautzen nicht abnehmen. Die DR übernahm diese Wagen in orange-beiger Lackierung und baute mit ihnen ihr Städteexpress-Netz auf. 60 A-Wagen erhielten kunstlederbezogene Polster auf den ansonsten unveränderten Sitzen und wurden als Zweite-Klasse-Wagen eingesetzt. Die letzten Neubauten des Typs Y/B70 waren die Schlafwagen der Bauart 1978 und die Liegewagen der Bauart 1979.
Einige Wagen aus dem Bestand der Deutschen Reichsbahn, die ohnehin nur einen kleinen Teil der Bautzener und Görlitzer Produktion erhielt, gelangten noch zur Deutschen Bahn AG, wo sie aber größtenteils nur noch im Regionalverkehr eingesetzt wurden. Die ČSD erhielten die meisten Wagen, bei ihren Nachfolgern waren sie noch lange in großer Zahl und vielen Umbauvarianten in Betrieb. Die ČD und ZSSK rüsteten viele dieser Wagen unter Beibehaltung der Drehgestelle der Bauart Görlitz V auf Scheibenbremsen um.

#### Modernisierungswagen
Da Bautzen nicht im erforderlichen Umfang neue Schnellzugwagen liefern konnte, wurden nach Art der Reko-Wagen alte Reichsbahn-Wagen umgebaut.
Die DR ließ die meisten Vorkriegschnellzugwagen der Verwendungsgruppen D1 bis D3 sowie Eilzugwagen der Gruppen E 30 und E 36 in einem Rekonstruktionsprogramm zu Modernisierungswagen umbauen. Geliefert wurden Wagen der ersten (Age) und zweiten Klasse (Bge), gemischtklassige Wagen (ABge), Halbbüffetwagen (Brge) sowie Gepäckwagen ohne (Dge) und mit Seitengang (Dgse). Vor allem die Gepäckwagen kamen noch zur Deutschen Bahn, die sie rasch ausmusterte.

#### Halberstädter und Bautzener UIC-Z-Wagen

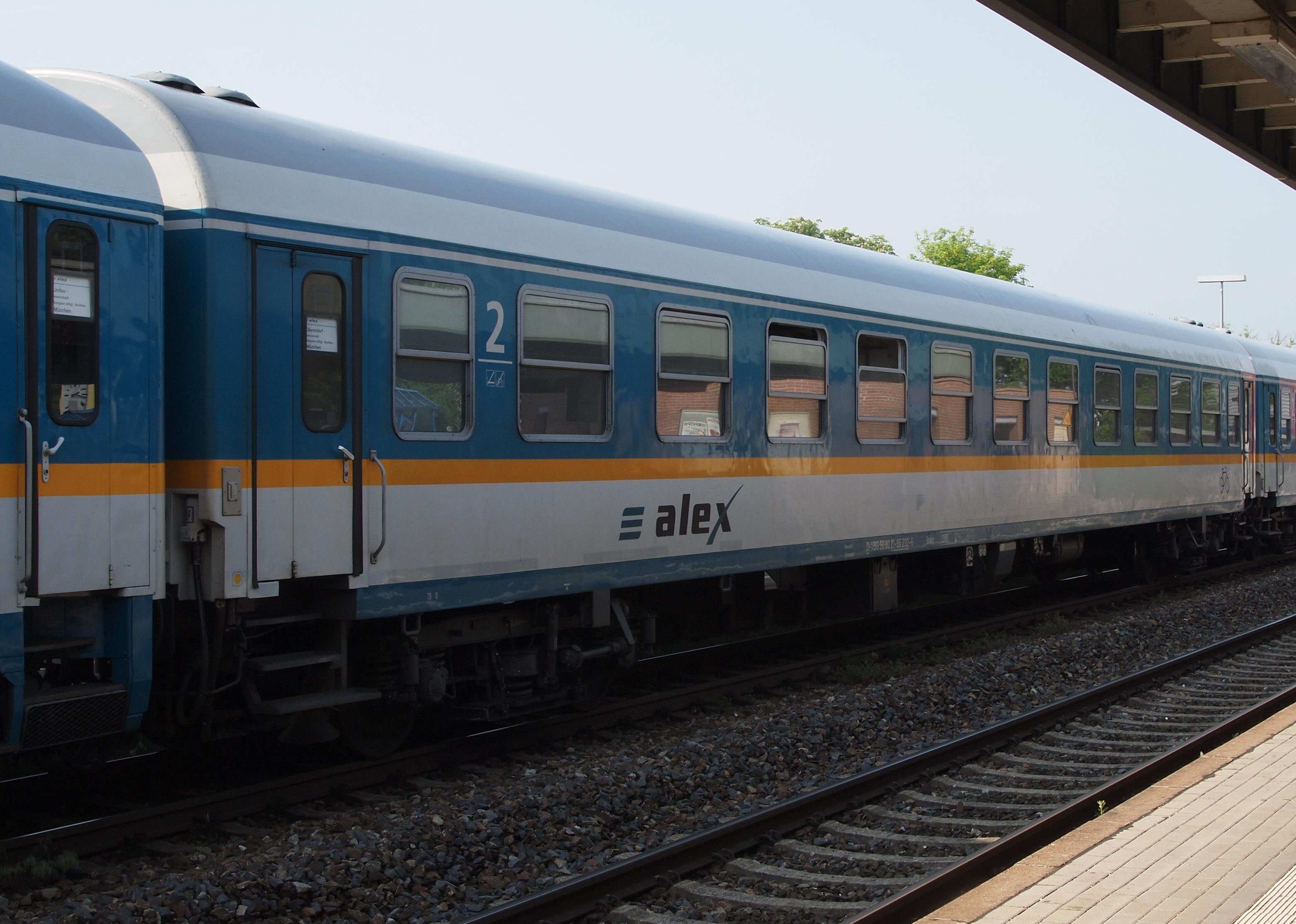
UIC-Z-Wagen der Gattung Bomz^{236} beim alex

Mit dem Ende der Auslieferung der Mitteleinstiegs-Neubauwagen des Typs Bmhe baute das Raw Halberstadt von 1983 bis 1991 neue Schnellzugwagen, die mit einer Länge von 26,4 Metern dem UIC-Typ Z2 entsprachen. Die Ame- (später Aom201) und ABme-Wagen (ABom222) hatten zehn Abteile, in ihren Abmessungen entsprachen sie dem Am-Typen der DB. Die Bme-Wagen (Bom280/281) hatten hingegen nur elf Abteile wie die Eurofima-Wagen.
Die späteren Bom280-Wagen und ein Teil der Am und ABm-Wagen liefen auf Görlitz-V-Drehgestellen mit Klotzbremsen, die bremstechnisch eine Höchstgeschwindigkeit von 140 km/h ermöglichten. Andere Am und ABm-Wagen sowie die Bm, die später die Bauartnummer 281 erhielten, wurden mit scheibengebremsten GP-200-Drehgestellen geliefert, die lauftechnisch eine Geschwindigkeit bis 200 km/h erlaubten. Bei der DR waren diese Wagen für 160 km/h zugelassen, da die für eine Geschwindigkeit von 200 km/h erforderliche Magnetschienenbremse zwar vorbereitet, jedoch nicht eingebaut worden war.
Die später als Bom280 bezeichneten Wagen hatten in den Abteilen zwei Sitzbänke vis-à-vis mit zwei klappbaren Armlehnen, die somit für sechs Reisende bemessen waren. Die Bom-281-Wagen wurden dagegen mit nur einer ebenfalls klappbaren Armlehne geliefert, womit ein Acht-Personen-Abteil vorgesehen war. Im Binnenverkehr wurden acht, im internationalen sechs Platzkarten pro Abteil ausgegeben. Die neuen Wagen wurden im grün-beigen Anstrich der DR geliefert, wie er für alle Schnellzugwagen ab Mitte der 1980er Jahre verbindlich wurde. Ein Teil der Bm-Wagen fuhr in orange-beigem Anstrich bis 1991 für den Städteexpressverkehr.
Den Halberstädter Wagen gleichende Fahrzeuge wurden als Speisewagen WRme (WRmz136) in einer Serie von 40 Fahrzeugen sowie Liegewagen (Bcom) geliefert.
Als letzte Schnellzugwagenlieferung des Raw Halberstadt 1991 kamen 112 IC-Wagen des Typs Bomz236 in den Dienst, die zwar konstruktiv auf die Bom-Bauart aufbauten, aber eine völlig neue Innengestaltung erhielten. Ein Teil der Wagen wurde neben der damals aktuellen IC-Produktlackierung weiß/orientrot im weiß/blau der Interregio-Züge geliefert und auch im Schnellzug 374/75 Vindobona Berlin-Lichtenberg – Wien-Süd (Ostbahnhof) eingesetzt. Der Rest verstärkte den IC-Wagenpark beider deutscher Bahnen. Eine große Anzahl der Wagen war dafür in DB-Betriebswerken wie Basel Badischer Bahnhof stationiert worden. Ab 1996 wurden die Wagen im lichtgrau/verkehrsroten Fernverkehrsschema der Deutschen Bahn umlackiert, und ab 1998 bis zu deren Einstellung hauptsächlich in den Nachtzügen eingesetzt.

#### Komfortwagen

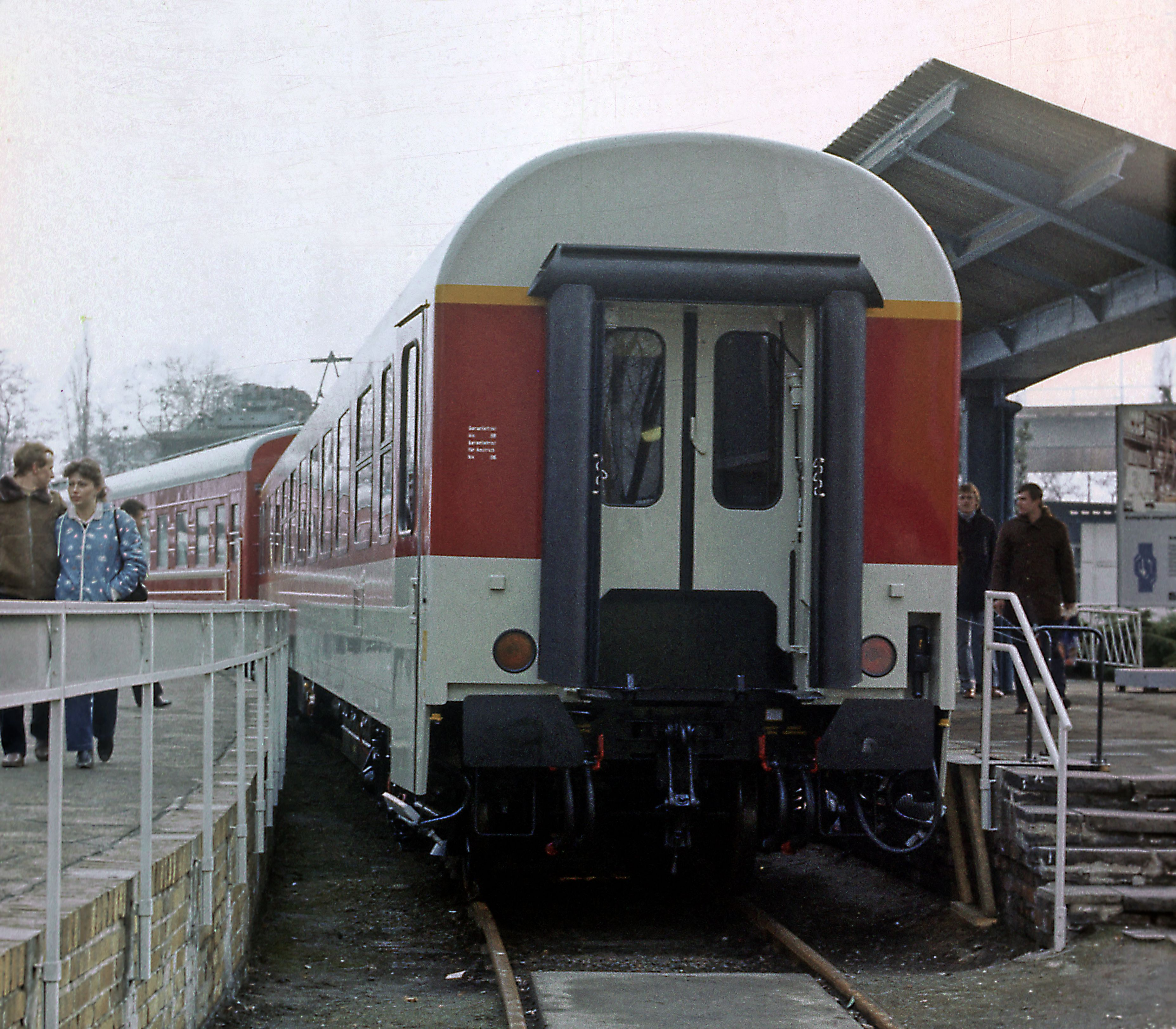
Komfortwagen Amy, erste Klasse auf der Leipziger Frühjahrsmesse 1985

1985 kamen aus Bautzen zudem zehn Komfortwagen, die in ihren Abmessungen dem EC-Wagentyp Bpmz der Schweizerischen Bundesbahnen (SBB) entsprachen, davon sieben Wagen als Bmhz und drei Wagen als Amhz. Diese waren dem Komfort der DB-Bpmz ebenbürtig, weiß/orientrot lackiert sowie für 200 km/h zugelassen. Mit diesen Wagen zielte die DDR-Waggonbauindustrie in erster Linie auf den Export.
Zusätzlich wurden als Verstärkerwagen fünf Bm und zwei Am im gleichen Schema passend lackiert. Über Probeeinsätze im Fahrplan des Städteexpress Stoltera Berlin-Lichtenberg – Rostock und im Interexpress-Verkehr zwischen Berlin und Prag kamen diese Wagen nicht hinaus. Nach der Wende in der DDR wurden sieben Wagen als Speisewagen WRm für die CityNightLine-Nachtzüge umgebaut.
Auf den Wagenkasten der Großraumwagen aufbauend, aber mit Abteilen und ohne Klimaanlage ausgestattet, lieferte der Waggonbau Bautzen 1991 an die DR 40 Erste-Klasse-Wagen der Bauart Amz210, die im IR-Verkehr der DR eingesetzt wurden, aber auch in Schnellzügen Berlin Stadtbahn – Hannover – Amsterdam (1991 bis 1994) und Berlin Stadtbahn – Leipzig – Nürnberg – München – Garmisch-Partenkirchen (Fahrplanjahr 1991/92) liefen. Als Verstärkerwagen oder bei Wagenmangel waren sie auch in IC-Zügen zu sehen. Später wurde bei einem Teil der Wagen die Hälfte der Abteile zur zweiten Klasse umbeschriftet und die Wagen als ABomz229 nach Malmö eingesetzt. Etwa die Hälfte der ursprünglichen Amz210 wird heute im alex eingesetzt, als Zweite-Klasse-Wagen (Bomz) oder als gemischtklassiger Wagen (ABvmz).

## Österreich
Die Österreichischen Bundesbahnen übernahm nach Kriegsende eine große Anzahl ehemaliger Reichsbahnwagen aller Verwendungsgruppen. Die Gruppen 28, 35 und 39 wurden Mitte der 60er Jahre modernisiert. Neben einer Renovierung der Inneneinrichtung fallen diese Wagen von außen durch neue UIC-Übersetzfenster auf. Bis dahin waren bei allen Schnellzugwagen die Fenster beim Öffnen in den Wandbereich geschoben worden.
Österreich stellte ab 1962 ebenfalls neue 26,4-Meter-Wagen ein – gebaut als A, AB und B, weitgehend nach westdeutschem Vorbild, aber mit Steildach und nur in wenigen Exemplaren. Erst ab 1976 wurde der internationale Schnellzugwagenpark der ÖBB durch die Lieferung von Eurofima-Wagen der ersten und zweiten Klasse (25 Amoz, 75 Bmoz) durchgreifend modernisiert. Nachbestellungen, die aber dem Eurofima-Baumuster entsprachen, brachten weitere Bmoz-, Amoz- aber auch ABmoz-, WRmoz- sowie Gepäckwagen. Dem folgten dann weitere Wagen in druckdichter Ausführung zum Einsatz auf DB-Neubaustrecken, auch als Großraumvariante Bpmz. 1995 gab es eine neue Großraumwagentype Bmpz mit zehn Fenstern zwischen den Türen und einem flacher geformten Dach. Dieser Ausführung gleichende Liegewagen wurden ab 2001 eingesetzt.

## Schweiz

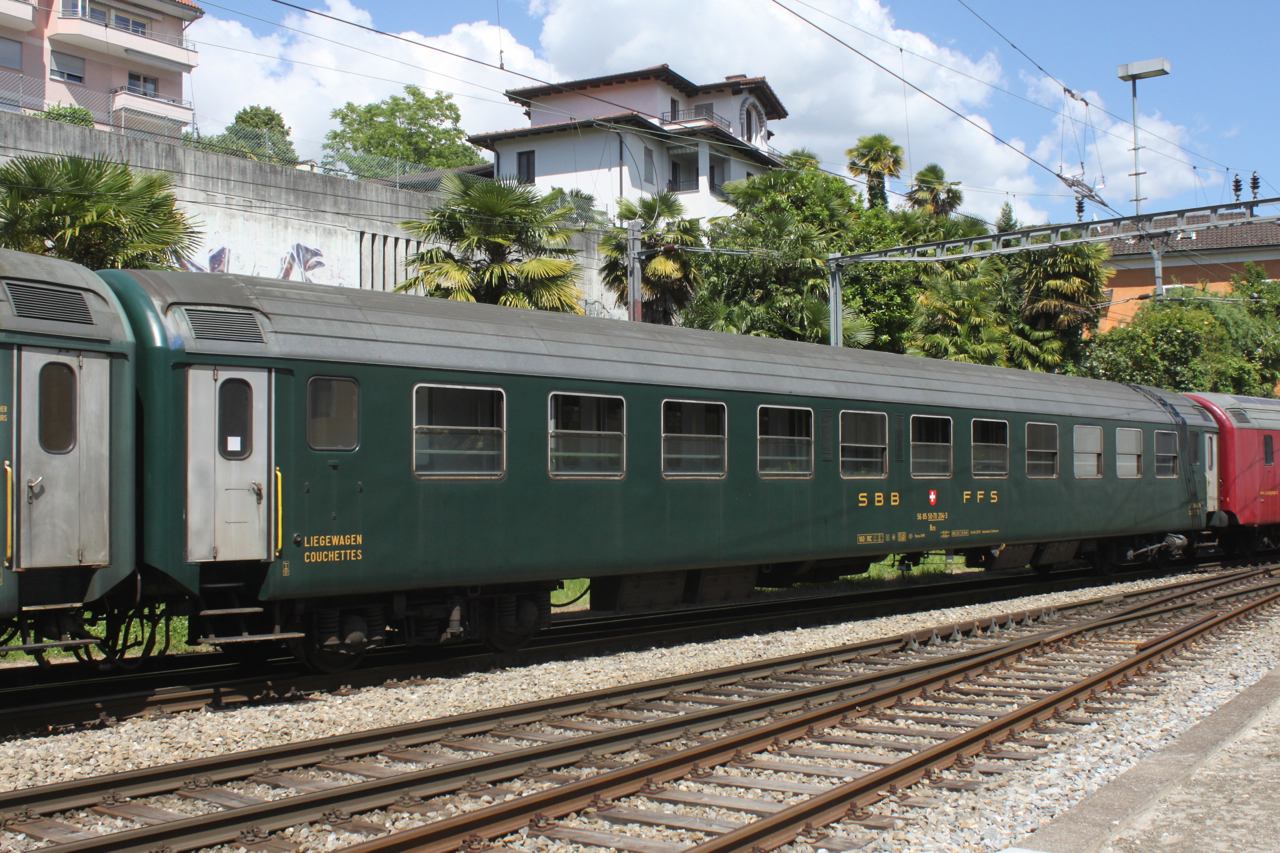
UIC-X-Wagen der Gattung Bcm der SBB.

In der Schweiz entwickelte man nach UIC-Y-Muster bereits in den 50er Jahren einen Schnellzug-Abteilwagen für den internationalen Verkehr, während im Inland Grossraumwagen verschiedener Typen zum Einsatz kamen, ab 1956 in Form der Einheitswagen. Ab 1964 wurden dem UIC-X-Wagen entsprechende, aber mit gesicktem Dach versehene, 26,4-Meter-Wagen der Typen Bc-50 (Liegewagen mit 10 Abteilen) und Bm-22 mit zwölf Abteilen beschafft. Ab 1969 wurde dieser Grundtyp mit verminderter Abteilzahl gebaut als Am-19 (mit nur neun Abteilen wie DB-Avmz, aber ohne Klimatisierung), ABm-30 (mit vier und sechs Abteilen) sowie Bm-21 mit 11 Abteilen. 1976 wurde 40 Bm-21-Wagen in Eurofima-Orange geliefert, farblich passend zu den 20 Am-Wagen des Eurofima-Musters. 1978 folgten 20 Eurofima-Liegewagen, die sonst den Bvmz-Eurofima-Wagen der anderen europäischen Bahnverwaltungen entsprachen.
1980 ging ein Großraumwagen ähnlich dem Bpmz-Muster der DB mit 40 Stück in den Betrieb. Ein Jahr später begann die Auslieferung von Großraum-Einheitswagen des Typs IV (zunächst 30 A, 40 B) für den innerschweizerischen IC-Verkehr, die viele Teile des Eurofimatyps übernahmen. Die Dachsickung entspricht dem der Corail-Wagen der SNCF (Sicken bis zur Dachkante, Eurofima-Wagen sparen einen kleinen Streifen an der Dachkante aus). Ab 1989 wurden für EuroCity-Züge Wagen erster und zweiter Wagenklasse mit je identischem zehnfenstrigem Wagenkasten beschafft (Apm-10 und Bpm-20), die wiederum viele Elemente ihrer Vorgänger übernahmen. Wie die EW IV-Wagen haben diese EC-Wagen eine Vis-à-vis-Bestuhlung erhalten. Hingegen unterblieb der Bau eines bereits weit entwickelten Einheitswagens V; stattdessen wurden für den Inlandverkehr ab 1996 doppelstöckige Wagen vom Typ IC-2000 in Betrieb genommen.

## Übriges Europa
Ähnlich wie in den deutschsprachigen Ländern verlief die Entwicklung der Schnellzugwagen in den andren europäischen Ländern. In Osteuropa hatte sich, beeinflusst auch durch den DDR-Import, der Abteilwagen nach dem Krieg durchgesetzt. Die meisten Wagen lieferte der Waggonbau Bautzen. Nur Polen und Jugoslawien entwickelte eigene 24,5-Meter-Typen nach UIC-Y-Abmessungen.

### Belgien

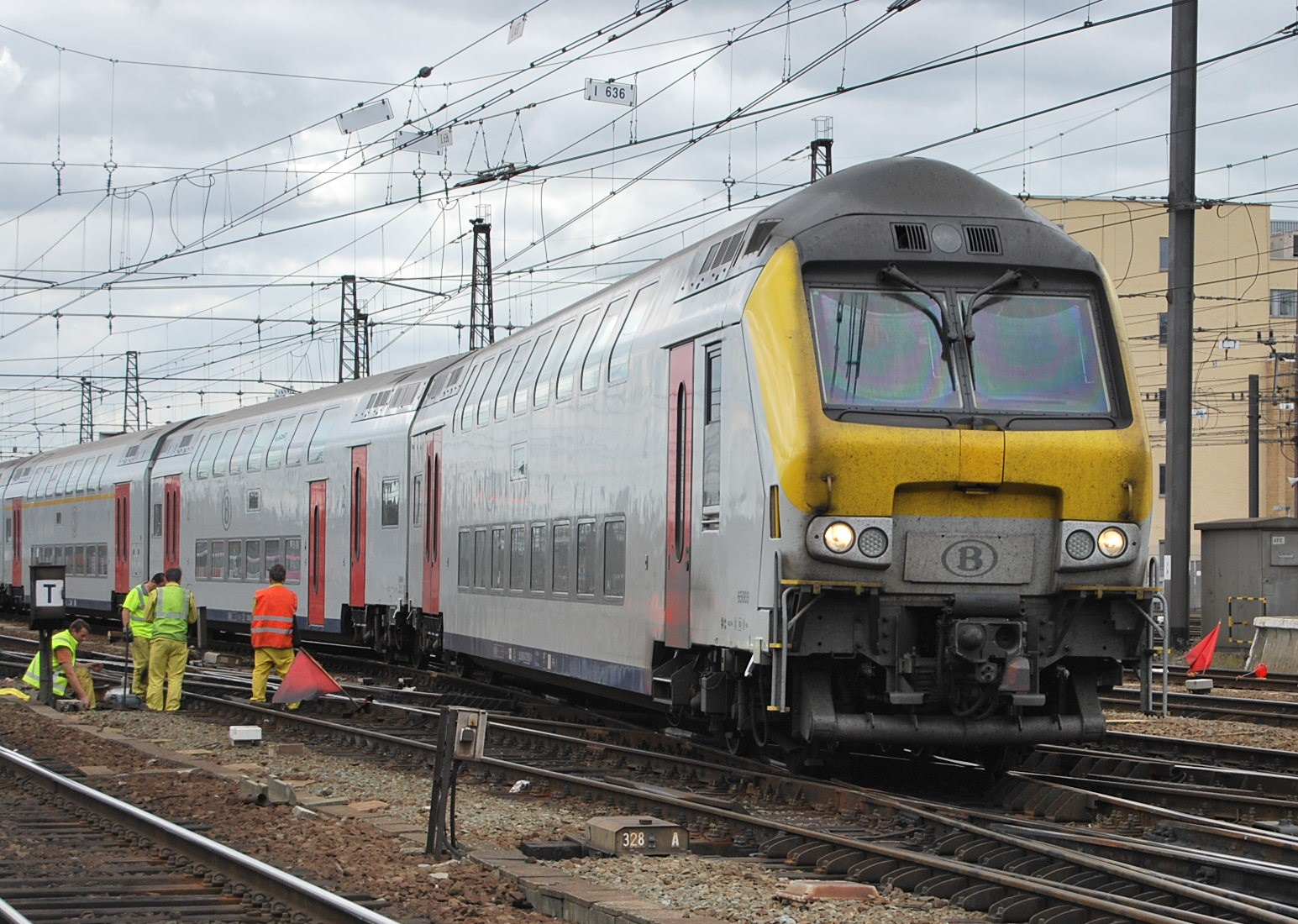
M6-Wagen in Brüssel

Belgien setzte wie Österreich lange auf Vorkriegswagen im internationalen Fernverkehr und hatte nur wenige Neubauwagen nach dem Zweiten Weltkrieg beschafft, vor allem Liegewagen. Erst mit der gemeinsamen Eurofima-Bestellung erhielten die SNCB/NMBS 20 A- und 60 B-Wagen der Eurofima-Bauart, die als I6-Wagen bezeichnet werden. Diesem folgten 1984 eine Serie von Großraumwagen mit elf fiktiven Abteilen und ohne Schürze und klimatisierten Wagen der zweiten Klasse. Diese Wagen werden als I10-Wagen bezeichnet. Einige Eurofima-Abteilwagen wurden in Liegewagen umgebaut. 1996 begann der Einsatz von vollklimatisierten Großraumwagen der Bauart I11 als A- und B-Wagen sowie als Steuerwagen zweiter Klasse. Die neuesten Wagen sind die für 200 km/h ausgelegten zweistöckigen M6-Wagen, die von Bombardier und Alstom hergestellt wurden.

### Dänemark
Dänemark bezog ab 1964 B- und ab 1966 A-Wagen in UIC-Y-Ausführung. Die A-Wagen erhielten nur acht statt der neun Abteile der DR- und SNCF-Wagen. Es waren die ersten Wagen in Europa mit einer gesickten Dachhaut, die später für die Eurofima- und Corail-Wagen typisch wurde.

### Italien

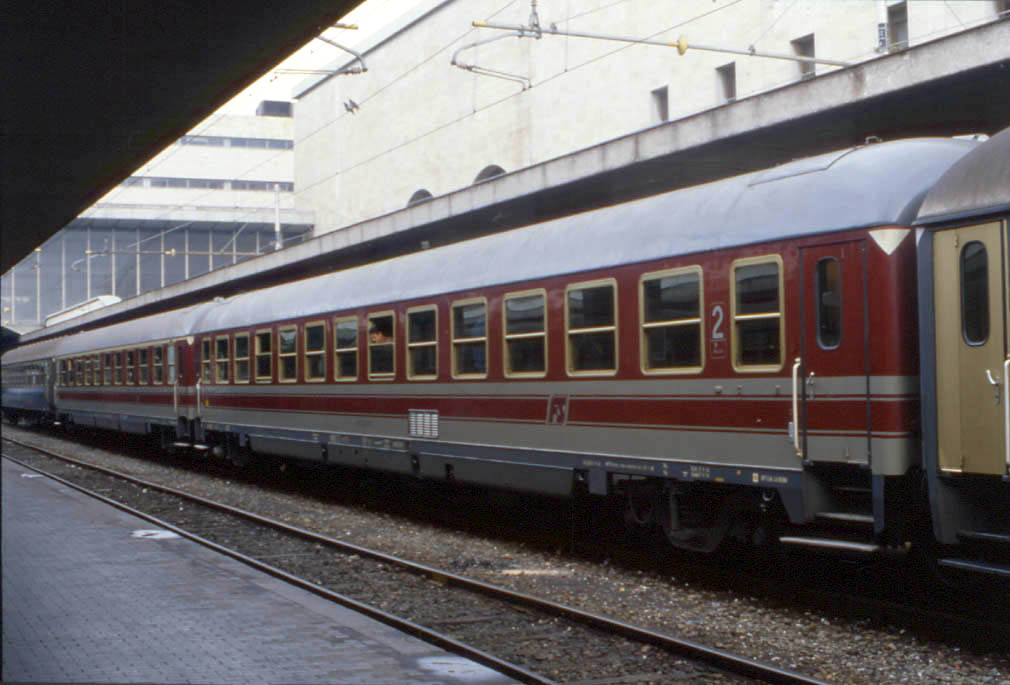
Schnellzugwagen nach deutscher Lizenz der Trenitalia in Rom

Italien setzte auch nach dem Krieg auf das Grundmuster der Vorkriegswagen. Erst 1961 wurden 20 Erstklass-Wagen der UIC-Y-Bauart beschafft. Ab 1965 ging Italien dazu über, die DB-UIC-X-Wagen in Lizenz herzustellen. Diese Wagen wurden bis 1982 gebaut (Am, ABm, Bm. Bcm, Dms). 1975 wurden ebenfalls Eurofima-Wagen gekauft (20 Az, 80 Bz). Aber erst ab 1985 wurden weitere, weitgehend dem europäischen Einheitstyp entsprechende neue Az- und Bz-Wagen in den Betriebsmittelpark eingestellt.

### Frankreich
Die französische Staatsbahn brachte in Frankreich schon 1950 neue Wagen in den Verkehr. Deren Länge entsprach aber der der Vorkriegswagen. Beschafft wurden A–Wagen mit acht Abteilen, B-Wagen mit neun Abteilen (diese Wagen bleiben auch nach der europaweiten Klassenreform Wagen der zweiten Klasse) sowie C-Wagen (ab 1956 als B-Wagen) mit zehn Abteilen. Es gab sowohl Ausführungen in Edelstahl (INOX-DEV-Wagen) und mit normaler Außenbeblechung (DEV), letztere als A, B und Bc. Der Wagenübergang war noch mit Faltenbälgen geschützt.
1958 näherte sich Frankreich den UIC-Anforderungen. Es wurden in INOX-Ausführung über 300 A-Wagen, einige AR-Barwagen und nur 105 B-Wagen beschafft. Ebenso mit gleichen Hauptmaßen folgten Wagen des DEV-Musters mit glatter Außenhaut. Hier wurden die Typen A, AB, B und Bc beschafft. 1962 folgen über 700 Großraum-Inlands-Schnellzugwagen (zehn Fenster, USI-Typ) mit 24, 5 Metern Länge und Türen, die wie bei den Schweizer Einheitswagen etwas vom Wagenende versetzt angeordnet waren.
Eine eigene TEE-Wagenflotte in INOX-Design mit vom Wagenende versetzen Türen beschaffte die französische Staatsbahn ab 1964 für die TEE-Züge nach Holland und in die Schweiz (Typ PBA mit A8u (Abteil), A8 ju (Großraum sowie passenden Speise- und Halbgepäck- bzw. Generatorenwagen für die von der Lok unabhängige Stromversorgung)). Ein kleiner Anteil war im Besitz der SNCB/NMBS.
Ab 1966 wurden UIC-konforme Y-Wagen mit Drehfalttüren beschafft (Typen A, AB, B, ABc, Bc, BD, AD und kürzere Gepäckwagen). Ein Jahr später folgte wieder eine TEE-Wagenserie mit glatter Außenhaut, die für Neigetechnik-Betrieb vorgesehen waren, wozu es aber nie kam. Lackiert waren diese Einheiten nicht im TEE-Design, sondern rot-metallgrau. Es gab die gleichen Wagentypen wie bei den INOX-Wagen.
1969 folgte wieder eine Serie TEE-Wagen in der rostfreien INOX-Bauform, nach ihrem ersten Einsatz im TEE Mistral Typ Mistral genannt. Hier gab es auch Barwagen des Typs Ar8jux. Diese Wagen kamen mit dem TEE-Zügen bis nach Deutschland.
Diesen Fahrzeugen folgten ab 1975 die Corail-Wagen im typischen grau-weißen Anstrich. Die Bezeichnung leitet sich aus Confort sur Rail ab, meint aber auch die korallen-(corail)-farbenen Türen des Ursprungsanstriches. Es waren die ersten Wagen in der UIC-Länge von 26.400 Millimetern in Frankreich. Es gab Großraumwagen, diese wurden als VTU (Voiture tourisme universale) in den SNCF-Wagenpark eingereiht und Abteilwagen der Serie VU (Voiture universale). Sie gehören der UIC-Bauart „Z“ an.

### Niederlande
Die Niederlande beschafften Anfang der 50er Jahre einige Wagen für den internationalen Schnellzugdienst, da die Inlandzüge meistens mit Triebwagen gefahren werden. Ansonsten beteiligte man sich an der Finanzierung neuer DB-Schnellzugwagen. Erst 1980 gab es mit den ICR-Wagen eine eigene Serie Schnellzug-Großraumwagen ohne Klimatisierung, die den Corail-Wagen ähnelten. Diese Wagen wurden aus den Mittelwagen des 1977 bezogenen IC-Triebwagens entwickelt. Es gibt die Typen A (mit vier Abteilen), AB, BRD (Gepäck/Bistro), RD und Bs-Steuerwagen für den Benelux-Verkehr nach Belgien. Diese Wagen sind rot-gelb statt des normalen blau-gelben Anstrichs holländischer Schnellzugwagen gehalten. Die Wagen werden seit etwa 2000 modernisiert. Vor einigen Jahren übernahm die niederländische Staatsbahn 150 von der DB ausgemusterte Bm235-Wagen und baute sie teilweise in Erstklass-Wagen um.